# Torneo Argentino B 2000-01
El Torneo Argentino B 2000-01 fue la sexta edición del certamen correspondiente a la cuarta división del fútbol argentino. Otorgó 2 ascensos directos y 2 promociones ante equipos del Torneo Argentino A, tercera categoría del fútbol argentino.

## Formato
El torneo se dividió en 4 etapas. La primera fue una gran etapa regionalizada en 6 grandes regiones: Litoral, Cuyo, Sur, Centro, Norte, Bonaerense. Un total de 32 equipos clasificaron a la segunda ronda, que se dividió en 8 grupos de 4 equipos. 16 equipos clasificaron a la tercera ronda, que se dividió en 4 grupos de 4 equipos. 8 equipos clasificaron a la ronda final, que se dividió en 2 grupos de 4 equipos con el primero de cada grupo obteniendo un cupo directo al Torneo Argentino A, mientras que los dos segundos obtuvieron un cupo para disputar una serie de promoción ante un equipo del Argentino A 

## Equipos participantes
| Región     | Subregión           | Grupo                          | Club                                                | Ciudad                         | Provincia           | Liga de Origen                                                              |
| ---------- | ------------------- | ------------------------------ | --------------------------------------------------- | ------------------------------ | ------------------- | --------------------------------------------------------------------------- |
| Bonaerense | Sur                 | A                              | Atlético Alvarado                                   | Mar del Plata                  | Buenos Aires        | Liga Marplatense de fútbol                                                  |
| Bonaerense | Sur                 | A                              | Lezama Fútbol Club                                  | Lezama                         | Buenos Aires        | Liga Chascomunense de fútbol                                                |
| Bonaerense | Sur                 | A                              | Banfield                                            | Mar del Plata                  | Buenos Aires        | Liga Marplatense de fútbol                                                  |
| Bonaerense | Sur                 | A                              | Sport Club Magdalena                                | Magdalena                      | Buenos Aires        | Liga Amateur Platense de fútbol proviene de la Liga Chascomunense de fútbol |
| Bonaerense | Sur                 | A                              | Atlético San Vicente                                | Pinamar                        | Buenos Aires        | Liga Madariaguense de fútbol                                                |
| Bonaerense | Sur                 | A                              | Social, Deportivo y Fomento Villa Garibaldi         | Magdalena                      | Buenos Aires        | Liga Chascomunense de fútbol                                                |
| Bonaerense | Sur                 | B                              | Independiente                                       | Tandil                         | Buenos Aires        | Liga Tandilense de fútbol                                                   |
| Bonaerense | Sur                 | B                              | Atlético Rivadavia                                  | Necochea                       | Buenos Aires        | Liga Necochense de fútbol                                                   |
| Bonaerense | Sur                 | B                              | Racing Club                                         | Balcarce                       | Buenos Aires        | Liga Balcarceña de fútbol                                                   |
| Bonaerense | Sur                 | B                              | Gimnasia y Esgrima                                  | Tandil                         | Buenos Aires        | Liga Tandilense de fútbol                                                   |
| Bonaerense | Sur                 | B                              | Atlético Juventud Unida                             | Cdante. Nicanor Otamendi       | Buenos Aires        | Liga de fútbol de General Alvarado                                          |
| Bonaerense | Sur                 | B                              | Deportivo y Cultural Ferroviarios                   | Ayacucho                       | Buenos Aires        | Liga Ayacuchense de fútbol                                                  |
| Bonaerense | Sur                 | C                              | Social y Deportivo El Fortín                        | Olavarría                      | Buenos Aires        | Liga de fútbol de Olavarría                                                 |
| Bonaerense | Sur                 | C                              | Atlético Sporting                                   | Punta Alta                     | Buenos Aires        | Liga del Sur (Bahía Blanca)                                                 |
| Bonaerense | Sur                 | C                              | Fútbol Club Ferro Carril Sud                        | Olavarría                      | Buenos Aires        | Liga de fútbol de Olavarría                                                 |
| Bonaerense | Sur                 | C                              | Alumni Azuleño                                      | Azul                           | Buenos Aires        | Liga de fútbol de Azul                                                      |
| Bonaerense | Sur                 | C                              | Atlético Villa del Parque                           | Tres Arroyos                   | Buenos Aires        | Liga Regional Tresarroyense de fútbol                                       |
| Bonaerense | Sur                 | C                              | Deportivo Independencia                             | Adolfo Gonzales Chaves         | Buenos Aires        | Liga Regional Tresarroyense de fútbol                                       |
| Bonaerense | Norte               | A                              | Del Acuerdo                                         | San Nicolás de los Arroyos     | Buenos Aires        | Liga Nicoleña de fútbol                                                     |
| Bonaerense | Norte               | A                              | Social Ramallo                                      | Ramallo                        | Buenos Aires        | Liga Nicoleña de fútbol                                                     |
| Bonaerense | Norte               | A                              | Defensores de Salto                                 | Salto                          | Buenos Aires        | Liga de fútbol de Salto                                                     |
| Bonaerense | Norte               | A                              | Porteño Foot-Ball Club                              | Colón                          | Buenos Aires        | Liga Deportiva de Colón                                                     |
| Bonaerense | Norte               | A                              | Independencia Fútbol Club                           | San Pedro                      | Buenos Aires        | Liga Deportiva Sampedrina                                                   |
| Bonaerense | Norte               | A                              | Sports Salto                                        | Salto                          | Buenos Aires        | Liga de fútbol de Salto                                                     |
| Bonaerense | Norte               | B                              | Atlético Luján                                      | Luján                          | Buenos Aires        | Liga Lujanense de fútbol                                                    |
| Bonaerense | Norte               | B                              | Atlético Independiente                              | Chivilcoy                      | Buenos Aires        | Liga Chivilcoyana de Fútbol                                                 |
| Bonaerense | Norte               | B                              | Atlético Belgrano                                   | Zárate                         | Buenos Aires        | Liga Zarateña de fútbol                                                     |
| Bonaerense | Norte               | B                              | Atlético La Academia                                | Chacabuco                      | Buenos Aires        | Liga Deportiva de Chacabuco                                                 |
| Bonaerense | Norte               | B                              | Quilmes Telefónica                                  | Mercedes                       | Buenos Aires        | Liga Mercedina de fútbol                                                    |
| Bonaerense | Norte               | C                              | Atlético Once Tigres                                | 9 de Julio                     | Buenos Aires        | Liga Nuevejuliense de fútbol                                                |
| Bonaerense | Norte               | C                              | Atlético Rivadavia                                  | Junín                          | Buenos Aires        | Liga Deportiva del Oeste (Junín)                                            |
| Bonaerense | Norte               | C                              | Asociación Juventud Unida                           | Lincoln                        | Buenos Aires        | Liga Amateur de Deportes (Lincoln)                                          |
| Bonaerense | Norte               | C                              | A.A.C.yD. Defens. del Bajo                          | Bragado                        | Buenos Aires        | Liga Bragadense de fútbol                                                   |
| Bonaerense | Norte               | C                              | Atlético River Plate                                | Junín                          | Buenos Aires        | Liga Deportiva del Oeste (Junín)                                            |
| Litoral    | Misiones            | Misiones                       | Atlético Tigre                                      | Santo Pipó                     | Misiones            | Liga Posadeña de fútbol                                                     |
| Litoral    | Misiones            | Misiones                       | Deportivo Guaraní Antonio Franco                    | Posadas                        | Misiones            | Liga Posadeña de fútbol                                                     |
| Litoral    | Misiones            | Misiones                       | Asociación Exalumnos Escuela 185                    | Oberá                          | Misiones            | Liga Regional Obereña de fútbol                                             |
| Litoral    | Misiones            | Misiones                       | Deportivo Yerbatero                                 | Apóstoles                      | Misiones            | Liga Apostoleña de fútbol                                                   |
| Litoral    | Misiones            | Misiones                       | Atlético Olimpia                                    | Oberá                          | Misiones            | Liga Regional Obereña de fútbol                                             |
| Litoral    | Misiones            | Misiones                       | Deportivo Vicov                                     | Eldorado                       | Misiones            | Liga de fútbol de Eldorado                                                  |
| Litoral    | Corrientes          | Corrientes                     | Atlético y Social A.P.I.N.T.A.                      | Mercedes                       | Corrientes          | Liga Mercedeña de fútbol                                                    |
| Litoral    | Corrientes          | Corrientes                     | Social y Deportivo Puente Seco                      | Paso de los Libres             | Corrientes          | Liga Libreña de fútbol                                                      |
| Litoral    | Corrientes          | Corrientes                     | Atlético Taragüí                                    | Gobernador Virasoro            | Corrientes          | Liga Virasoreña de fútbol                                                   |
| Litoral    | Corrientes          | Corrientes                     | Atlético San Lorenzo                                | Monte Caseros                  | Corrientes          | Liga Deportiva Casereña General San Martín                                  |
| Litoral    | Chaco/Corrientes    | Chaco/Corrientes               | Sportivo Ferroviario                                | Corrientes                     | Corrientes          | Liga Correntina de fútbol                                                   |
| Litoral    | Chaco/Corrientes    | Chaco/Corrientes               | Sportivo Pampa                                      | Pampa del Infierno             | Chaco               | Liga Saenzpeñense de fútbol                                                 |
| Litoral    | Chaco/Corrientes    | Chaco/Corrientes               | A.C.C.Deportivo Libertad                            | Charata                        | Chaco               | Liga de fútbol del Noroeste Chaq. (Las Breñas)                              |
| Litoral    | Chaco/Corrientes    | Chaco/Corrientes               | Atlético Sarmiento (Res.)                           | Resistencia                    | Chaco               | Liga Chaqueña de fútbol                                                     |
| Litoral    | Formosa             | Formosa                        | Club Sportivo Patria                                | Formosa                        | Formosa             | Liga Formoseña de fútbol                                                    |
| Litoral    | Formosa             | Formosa                        | Sportivo Clorinda                                   | Clorinda                       | Formosa             | Liga Clorindense de fútbol                                                  |
| Litoral    | Formosa             | Formosa                        | General San Martín                                  | Formosa                        | Formosa             | Liga Formoseña de fútbol                                                    |
| Litoral    | Entre Ríos          | Entre Ríos                     | Atlético Engranaje                                  | Concepción del Uruguay         | Entre Ríos          | Liga de fútbol de Concepción del Uruguay                                    |
| Litoral    | Entre Ríos          | Entre Ríos                     | Universitario de Deportes                           | Libertador San Martín          | Entre Ríos          | Liga de Fútbol de Paraná Campaña                                            |
| Litoral    | Entre Ríos          | Entre Ríos                     | Atlético Libertad                                   | Gualeguay                      | Entre Ríos          | Liga Departamental de fútbol de Gualeguay                                   |
| Litoral    | Entre Ríos          | Entre Ríos                     | Soc. y Dep. Federación                              | Federación                     | Entre Ríos          | Liga de fútbol de Chajarí                                                   |
| Litoral    | Entre Ríos          | Entre Ríos                     | Atlético Almagro                                    | Concepción del Uruguay         | Entre Ríos          | Liga de fútbol de Concepción del Uruguay                                    |
| Litoral    | Entre Ríos          | Entre Ríos                     | Tiro Federal                                        | Gualeguaychú                   | Entre Ríos          | Liga Departamental de fútbol de Gualeguaychú                                |
| Litoral    | Entre Ríos          | Entre Ríos                     | Atlético Paraná                                     | Paraná                         | Entre Ríos          | Liga Paranaense de fútbol                                                   |
| Litoral    | Entre Ríos          | Entre Ríos                     | Atlético Urquiza                                    | Gualeguay                      | Entre Ríos          | Liga Departamental de fútbol de Gualeguay                                   |
| Litoral    | Entre Ríos          | Entre Ríos                     | Social y Deportivo Las Flores                       | Federal                        | Entre Ríos          | Liga Federalense de fútbol                                                  |
| Litoral    | Entre Ríos          | Entre Ríos                     | Atlético Unión de Crespo                            | Crespo                         | Entre Ríos          | Liga Paranaense de fútbol                                                   |
| Litoral    | Entre Ríos          | Entre Ríos                     | Atlético Defensores                                 | Colón                          | Entre Ríos          | Liga Departamental de fútbol de Colón                                       |
| Litoral    | Entre Ríos          | Entre Ríos                     | Central Larroque                                    | Larroque                       | Entre Ríos          | Liga Departamental de fútbol de Gualeguaychú                                |
| Litoral    | Entre Ríos          | Entre Ríos                     | Atlético Wanderer's                                 | Concordia                      | Entre Ríos          | Liga Concordiense de fútbol                                                 |
| Litoral    | Entre Ríos          | Entre Ríos                     | Atlético Hernandarias                               | Hernandarias                   | Entre Ríos          | Liga de fútbol de Paraná Campaña                                            |
| Norte      | Grupo A             | Subzona A                      | Soc. Cult. y Atl. Normal Rosarino                   | Rosario de la Frontera         | Salta               | Liga de fútbol de Rosario de la Frontera                                    |
| Norte      | Grupo A             | Subzona A                      | Atlético Concepción                                 | Banda del Río Salí             | Tucumán             | Liga Tucumana de Fútbol                                                     |
| Norte      | Grupo A             | Subzona A                      | Unión Deport. y Soc. La Providencia                 | Río Seco(ExIng.LaProvidencia)  | Tucumán             | Liga Tucumana de Fútbol                                                     |
| Norte      | Grupo A             | Subzona B                      | Atlético Güemes                                     | Santiago del Estero            | Santiago del Estero | Liga Santiagueña de Fútbol                                                  |
| Norte      | Grupo A             | Subzona B                      | Comercio Central Unidos                             | Santiago del Estero            | Santiago del Estero | Liga Santiagueña de Fútbol                                                  |
| Norte      | Grupo A             | Subzona B                      | Social y Deportivo Coinor                           | Frías                          | Santiago del Estero | Liga Cultural de fútbol de Frías                                            |
| Norte      | Grupo B             | Subzona C                      | Chacarita                                           | San Fdo.del Valle de Catamarca | Catamarca           | Liga Catamarqueña de fútbol                                                 |
| Norte      | Grupo B             | Subzona C                      | Central Norte                                       | Salta                          | Salta               | Liga Salteña de fútbol                                                      |
| Norte      | Grupo B             | Subzona C                      | Sportivo Animaná                                    | Animaná                        | Salta               | Liga Calchaquí de fútbol                                                    |
| Norte      | Grupo B             | Subzona D                      | Atlético Libertad                                   | Campo Santo                    | Salta               | Liga Güemense de fútbol                                                     |
| Norte      | Grupo B             | Subzona D                      | Social y Deportivo San Martín                       | Salta                          | Salta               | Liga Salteña de fútbol                                                      |
| Norte      | Grupo B             | Subzona D                      | Atlético Chicoana                                   | Chicoana                       | Salta               | Liga de fútbol del Valle de Lerma                                           |
| Norte      | Grupo C             | Subzona E                      | Atlético Talleres                                   | Perico                         | Jujuy               | Liga Jujeña de fútbol                                                       |
| Norte      | Grupo C             | Subzona E                      | Atlético Cuyaya                                     | Jujuy                          | Jujuy               | Liga Jujeña de Fútbol                                                       |
| Norte      | Grupo C             | Subzona E                      | Sportivo Central Norte                              | Santo Domingo                  | Jujuy               | Liga Departamental de fútbol de El Carmen                                   |
| Norte      | Grupo C             | Subzona F                      | Asociación de Tiro y Deportes Río Grande            | La Mendieta                    | Jujuy               | Liga Regional Jujeña de fútbol (Libertador Gral. San Martín)                |
| Norte      | Grupo C             | Subzona F                      | Municipal Vinalito                                  | Libertador General San Martín  | Jujuy               | Liga Regional Jujeña de fútbol (Libertador Gral. San Martín)                |
| Norte      | Grupo C             | Subzona F                      | Social y Deportivo Aviación                         | San Ramón de la Nueva Orán     | Salta               | Liga Regional de fútbol del Bermejo                                         |
| Sur        | Grupo 1             | Santa Cruz                     | Social y Deportivo Estrella del Sur                 | Caleta Olivia                  | Santa Cruz          | Liga de Fútbol Norte de Santa Cruz                                          |
| Sur        | Grupo 1             | Santa Cruz                     | Sportivo Bancruz                                    | Río Gallegos                   | Santa Cruz          | Liga de fútbol Sur (Río Gallegos)                                           |
| Sur        | Grupo 1             | Santa Cruz                     | Atlético Santa Cruz                                 | Puerto Santa Cruz              | Santa Cruz          | Liga de Fútbol Centro de Santa Cruz                                         |
| Sur        | Grupo 1             | Santa Cruz                     | Ctro. Residentes Salteños M. Güemes                 | Río Turbio                     | Santa Cruz          | Liga de fútbol Sur (Río Gallegos)                                           |
| Sur        | Grupo 2             | Chubut                         | Social y Atlético Guillermo Brown                   | Puerto Madryn                  | Chubut              | Liga de fútbol Valle del Chubut (Trelew)                                    |
| Sur        | Grupo 2             | Chubut                         | Social y Cultural Belgrano                          | Esquel                         | Chubut              | Liga de fútbol del Oeste del Chubut                                         |
| Sur        | Grupo 2             | Chubut                         | Deportivo Próspero Palazzo                          | Próspero Palazzo               | Chubut              | Liga de Fútbol de Comodoro Rivadavia                                        |
| Sur        | Grupo 3             | La Pampa / Chubut / Neuquén    | Independiente                                       | Trelew                         | Chubut              | Liga de Fútbol Valle del Chubut                                             |
| Sur        | Grupo 3             | La Pampa / Chubut / Neuquén    | San Lorenzo de Barrio Lindo                         | Carmen de Patagones            | Buenos Aires        | Liga Rionegrina de fútbol                                                   |
| Sur        | Grupo 3             | La Pampa / Chubut / Neuquén    | Atlético All Boys                                   | Santa Rosa                     | La Pampa            | Liga Cultural de fútbol                                                     |
| Sur        | Grupo 4             | Río Negro / Neuquén            | Deportivo Roca                                      | General Roca                   | Río Negro           | Liga Deportiva Confluencia                                                  |
| Sur        | Grupo 4             | Río Negro / Neuquén            | Cruz del Sur                                        | Ñirihuau                       | Río Negro           | Liga de fútbol de Bariloche                                                 |
| Sur        | Grupo 4             | Río Negro / Neuquén            | Soc. y Dep. Alianza                                 | Cutral Có                      | Neuquén             | Liga de fútbol del Neuquén                                                  |
| Sur        | Grupo 5             | Río Negro / Neuquén / La Pampa | Centenario                                          | Neuquén                        | Neuquén             | Liga de fútbol del Neuquén                                                  |
| Sur        | Grupo 5             | Río Negro / Neuquén / La Pampa | Argentinos del Norte                                | General Roca                   | Río Negro           | Liga Deportiva Confluencia                                                  |
| Central    | Catamara / La Rioja | Subzona 1                      | Andino Sport Club                                   | La Rioja                       | La Rioja            | Liga Riojana de Fútbol                                                      |
| Central    | Catamara / La Rioja | Subzona 1                      | Defensores de Esquiú                                | San José                       | Catamarca           | Liga Chacarera de Fútbol                                                    |
| Central    | Catamara / La Rioja | Subzona 1                      | Juventud Unida de Santa Rosa                        | Catamarca                      | Catamarca           | Liga Catamarqueña de Fútbol                                                 |
| Central    | Catamara / La Rioja | Subzona 1                      | San Lorenzo de Alem                                 | Catamarca                      | Catamarca           | Liga Catamarqueña de Fútbol                                                 |
| Central    | Catamara / La Rioja | Subzona 2                      | Deportivo Esquiú                                    | Anillaco                       | Catamarca           | Liga Tinogasteña de Fútbol                                                  |
| Central    | Catamara / La Rioja | Subzona 2                      | Racing                                              | Belén                          | Catamarca           | Liga Belenista de Fútbol                                                    |
| Central    | Catamara / La Rioja | Subzona 2                      | Américo Tesorieri                                   | La Rioja                       | La Rioja            | Liga Riojana de Fútbol                                                      |
| Central    | Córdoba             | Grupo A                        | Atlético Bella Vista                                | Córdoba                        | Córdoba             | Liga Cordobesa de Fútbol                                                    |
| Central    | Córdoba             | Grupo A                        | Sportivo y Biblioteca Atenas                        | Río Cuarto                     | Córdoba             | Liga Regional de fútbol de Río Cuarto                                       |
| Central    | Córdoba             | Grupo A                        | Sportivo Belgrano                                   | San Francisco                  | Córdoba             | Liga Regional de Fútbol San Francisco                                       |
| Central    | Córdoba             | Grupo A                        | Asociación Española de Socorros Mutuos              | Villa María                    | Córdoba             | Liga Villamariense de fútbol                                                |
| Central    | Córdoba             | Grupo B                        | As. Atl. Estudiantes                                | Río Cuarto                     | Córdoba             | Liga Regional de fútbol de Río Cuarto                                       |
| Central    | Córdoba             | Grupo B                        | Atlético Central Córdoba                            | Laboulaye                      | Córdoba             | Liga Regional de fútbol de Laboulaye                                        |
| Central    | Córdoba             | Grupo B                        | Toro Club Soc. y Dep.                               | Moldes                         | Córdoba             | Liga Regional de fútbol de Río Cuarto                                       |
| Central    | Córdoba             | Grupo B                        | Atlético Huracán                                    | Córdoba                        | Córdoba             | Liga Cordobesa de Fútbol                                                    |
| Central    | Santa Fe            | Norte                          | 9 de Julio                                          | Rafaela                        | Santa Fe            | Liga Rafaelina de fútbol                                                    |
| Central    | Santa Fe            | Norte                          | Atlético Ocampo Fábrica                             | Villa Ocampo                   | Santa Fe            | Liga Ocampense de fútbol                                                    |
| Central    | Santa Fe            | Norte                          | Atlético y Cultural Estudiantes Unidos              | Vera                           | Santa Fe            | Liga Verense de fútbol                                                      |
| Central    | Santa Fe            | Centro                         | Atlético Unión                                      | Sunchales                      | Santa Fe            | Liga Rafaelina de fútbol                                                    |
| Central    | Santa Fe            | Centro                         | Argentino de San Carlos                             | San Carlos                     | Santa Fe            | Liga Santafesina de Fútbol                                                  |
| Central    | Santa Fe            | Centro                         | San Cristóbal Central Gallardo                      | Ángel Gallardo                 | Santa Fe            | Liga Santafesina de Fútbol                                                  |
| Central    | Santa Fe            | Centro                         | Atlético Bartolomé Mitre                            | Esperanza                      | Santa Fe            | Liga Esperancina de fútbol                                                  |
| Central    | Santa Fe            | Sur                            | Atlético Los Andes                                  | Alcorta                        | Santa Fe            | Liga Deportiva del Sur                                                      |
| Central    | Santa Fe            | Sur                            | Agrupación Deportiva Infantil Unión Rosario (ADIUR) | Rosario                        | Santa Fe            | Asociación Rosarina de Fútbol                                               |
| Central    | Santa Fe            | Sur                            | Agrupación Deportiva Botafogo                       | Rosario                        | Santa Fe            | Asociación Rosarina de Fútbol                                               |
| Cuyo       | Grupo A             | Grupo A                        | San Martín                                          | Monte Comán                    | Mendoza             | Liga Sanrafaelina de fútbol                                                 |
| Cuyo       | Grupo A             | Grupo A                        | Gutiérrez Sport Club                                | General Gutiérrez              | Mendoza             | Liga Mendocina de fútbol                                                    |
| Cuyo       | Grupo A             | Grupo A                        | Estudiantes                                         | San Luis                       | San Luis            | Liga Sanluiseña de fútbol                                                   |
| Cuyo       | Grupo A             | Grupo A                        | Jorge Newbery                                       | Villa Mercedes                 | San Luis            | Liga de Fútbol de Villa Mercedes (S.L.)                                     |
| Cuyo       | Grupo A             | Grupo A                        | Atlético Unión                                      | Villa Krause                   | San Juan            | Liga Sanjuanina de fútbol                                                   |
| Cuyo       | Grupo B             | Grupo B                        | Sportivo Peñarol                                    | Chimbas                        | San Juan            | Liga Sanjuanina de fútbol                                                   |
| Cuyo       | Grupo B             | Grupo B                        | Juventud Unida Universitario                        | San Luis                       | San Luis            | Liga Sanluiseña de fútbol                                                   |
| Cuyo       | Grupo B             | Grupo B                        | Sport Club Pacífico                                 | General Alvear                 | Mendoza             | Liga Alvearense de fútbol (Mendoza)                                         |
| Cuyo       | Grupo B             | Grupo B                        | Deportivo Guaymallén                                | Rodeo de la Cruz               | Mendoza             | Liga Mendocina de fútbol                                                    |
| Cuyo       | Grupo B             | Grupo B                        | Atlético Villa Atuel                                | Villa Atuel                    | Mendoza             | Liga Sanrafaelina de fútbol                                                 |

Nota: (*) Los equipos de la provincia de La Pampa se retiraron del Torneo.

### Distribución geográfica
| Provincia           | Cant. | Equipos |
| ------------------- | ----- | --- |
| Buenos Aires        | 35    | Alumni Azuleño, Alvarado, Atlético Luján, Banfield (MdP), Belgrano (Z), Defensores (S), Defensores del Bajo, Del Acuerdo, El Fortín, Ferroviarios (A), Ferro Carril Sud, Gimnasia y Esgrima (B), Independencia (AGC), Independencia (SP), Independiente (C), Independiente (T), Juventud Unida (CNO), Juventud Unida (L), La Academia, Lezama FC, Magdalena, Once Tigres, Porteño, Quilmes (M), Racing (B), Rivadavia (J), Rivadavia (N), River Plate, San Lorenzo Barrio Lindo, San Vicente, Sporting (PA), Social Ramallo, Sports, Villa del Parque, Villa Garibaldi |
| Entre Ríos          | 14    | Almagro (CdU), Atlético Hernandarias, Atlético Paraná, Central Larroque, Defensores (C), Engranaje, Federación, Las Flores, Libertad (G), Tiro Federal (G), Universitario (LSM), Unión (C), Urquiza (G), Wanderer's |
| Santa Fe            | 10    | 9 de Julio (R), ADIUR, Argentino (SC), Bartolomé Mitre, Botafogo, Estudiantes Unidos, Los Andes, Ocampo Fábrica, San Cristóbal Central Gallardo, Unión (S) |
| Córdoba             | 8     | Asociación Española, Atenas, Bella Vista (C), Central Córdoba (L), Estudiantes (RC), Huracán (C), Sportivo Belgrano, Toro |
| Salta               | 7     | Atlético Chicoana, Aviación, Central Norte, Libertad (CS), Normal Rosarino, San Martín (S), Sportivo Animaná |
| Catamarca           | 6     | Chacarita, Defensores de Esquiú (SJ), Juventud Unida de S.R., San Lorenzo de Alem, Deportivo Esquiú (A), Racing (B) |
| Misiones            | 6     | Ex Alumnos Escuela 185, Guaraní Antonio Franco, Olimpia, Tigre, Vicov, Yerbatero |
| Corrientes          | 5     | APINTA, Puente Seco, San Lorenzo (MC), Taragüí, Ferroviario |
| Mendoza             | 5     | Guaymallén, Gutiérrez SC, Pacífico, San Martín (MC), Villa Atuel |
| Jujuy               | 5     | Atlético Cuyaya, Central Norte (EC), Municipal Vinalito, Río Grande, Talleres (P) |
| Chubut              | 4     | Belgrano (E), Deportivo Próspero Palazzo, Guillermo Brown, Indepdiente (T) |
| Santa Cruz          | 4     | Atlético Santa Cruz, Bancruz, Estrella del Sur, Residentes Salteños Martín Güemes |
| Río Negro           | 3     | Argentinos del Norte, Cruz del Sur, Deportivo Roca |
| Formosa             | 3     | San Martín (F), Sportivo Clorinda, Sportivo Patria |
| Santiago del Estero | 3     | Comercio Central Unidos, Coinor, Güemes |
| Chaco               | 3     | Libertad (C), Sarmiento (R), Sportivo Pampa |
| San Luis            | 3     | Estudiantes (SL), Jorge Newbery (VM), Juventud Unida Universitario |
| La Rioja            | 2     | Andino, Américo Tesorieri |
| Neuquén             | 2     | Alianza, Centenario |
| San Juan            | 2     | Peñarol, Unión (VK) |
| Tucumán             | 2     | Atlético Concepción, La Providencia |
| La Pampa            | 1     | All Boys |
| Tierra del Fuego    | 0     | |
| Total               | 133   | |

## Primera ronda

### Región bonaerense

#### Primera etapa

##### Subregión Norte

###### Subzona 1
| Pos. | Equipo                         | Pts. | PJ | PG | PE | PP | GF | GC | Dif. |
| ---- | ------------------------------ | ---- | -- | -- | -- | -- | -- | -- | ---- |
| 01.º | Del Acuerdo (San Nicoolás)     | 21   | 10 | 7  | 0  | 3  | 0  | 0  | 0    |
| 02.º | Social Ramallo (Villa Ramallo) | 18   | 10 | 6  | 0  | 4  | 0  | 0  | 0    |
| 03.º | Defensores (Salto)             | 15   | 10 | 4  | 3  | 3  | 0  | 0  | 0    |
| 04.º | Porteño (Colón)                | 13   | 10 | 4  | 1  | 5  | 0  | 0  | 0    |
| 05.º | Independencia (San Pedro)      | 10   | 10 | 3  | 1  | 6  | 0  | 0  | 0    |
| 06.º | Sports (Salto)                 | 9    | 10 | 2  | 3  | 5  | 0  | 0  | 0    |

|  | Clasificado a la 2.ª etapa Región bonaerense - Subregión Norte |

###### Subzona 2
| Pos. | Equipo                    | Pts. | PJ | PG | PE | PP | GF | GC | Dif. |
| ---- | ------------------------- | ---- | -- | -- | -- | -- | -- | -- | ---- |
| 01.º | Atlético Luján (Luján)    | 16   | 8  | 5  | 1  | 2  | 0  | 0  | 0    |
| 02.º | Independiente (Chivilcoy) | 15   | 8  | 5  | 0  | 3  | 0  | 0  | 0    |
| 03.º | Belgrano (Zárate)         | 12   | 8  | 4  | 0  | 4  | 0  | 0  | 0    |
| 04.º | La Academia (Chacabuco)   | 9    | 8  | 3  | 0  | 5  | 0  | 0  | 0    |
| 05.º | Quilmes (Mercedes)        | 7    | 8  | 2  | 1  | 5  | 0  | 0  | 0    |

|  | Clasificado a la 2.ª etapa Región bonaerense - Subregión Norte |

###### Subzona 3
| Pos. | Equipo                        | Pts. | PJ | PG | PE | PP | GF | GC | Dif. |
| ---- | ----------------------------- | ---- | -- | -- | -- | -- | -- | -- | ---- |
| 01.º | Once Tigres (9 de Julio)      | 19   | 8  | 6  | 1  | 1  | 0  | 0  | 0    |
| 02.º | Juventud Unida (Lincoln)      | 16   | 8  | 5  | 1  | 2  | 0  | 0  | 0    |
| 03.º | Rivadavia (Junín)             | 9    | 8  | 3  | 0  | 5  | 0  | 0  | 0    |
| 04.º | Defensores del Bajo (Bragado) | 7    | 8  | 2  | 1  | 5  | 0  | 0  | 0    |
| 05.º | River Plate (Junín)           | 7    | 8  | 2  | 1  | 5  | 0  | 0  | 0    |

|  | Clasificado a la 2.ª etapa Región bonaerense - Subregión Norte |

##### Subregión Sur

###### Subzona 1
| Pos. | Equipo                      | Pts. | PJ | PG | PE | PP | GF | GC | Dif. |
| ---- | --------------------------- | ---- | -- | -- | -- | -- | -- | -- | ---- |
| 01.º | Alvarado (Mar del Plata)    | 26   | 11 | 8  | 2  | 1  | 0  | 0  | 0    |
| 02.º | Lezama FC (Lezama)          | 19   | 10 | 6  | 1  | 3  | 0  | 0  | 0    |
| 03.º | Banfield (Mar del Plata)    | 18   | 10 | 5  | 3  | 2  | 0  | 0  | 0    |
| 04.º | Sport Club (Magdalena)      | 11   | 10 | 2  | 5  | 3  | 0  | 0  | 0    |
| 05.º | San Vicente (Pinamar)       | 7    | 10 | 2  | 1  | 7  | 0  | 0  | 0    |
| 06.º | Villa Garibaldi (Magdalena) | 2    | 10 | 0  | 2  | 8  | 0  | 0  | 0    |

|  | Clasificado a la 2.ª etapa Región bonaerense - Subregión Sur |

###### Subzona 2
| Pos. | Equipo                                       | Pts. | PJ | PG | PE | PP | GF | GC | Dif. |
| ---- | -------------------------------------------- | ---- | -- | -- | -- | -- | -- | -- | ---- |
| 01.º | Independiente (Tandil)                       | 22   | 10 | 7  | 1  | 2  | 25 | 9  | 16   |
| 02.º | Rivadavia (Necochea)                         | 17   | 10 | 5  | 2  | 3  | 19 | 11 | 8    |
| 03.º | Racing (Balcarce)                            | 16   | 10 | 4  | 4  | 2  | 14 | 11 | 3    |
| 04.º | Gimnasia y Esgrima (Tandil)                  | 15   | 10 | 4  | 3  | 3  | 18 | 11 | 7    |
| 05.º | Juventud Unida (Comandante Nicanor Otamendi) | 8    | 10 | 2  | 2  | 6  | 12 | 25 | −13  |
| 06.º | Ferroviario (Ayacucho)                       | 6    | 10 | 2  | 0  | 8  | 10 | 29 | −19  |

|  | Clasificado a la 2.ª etapa Región bonaerense - Subregión Sur |

###### Subzona 3
| Pos. | Equipo                                 | Pts. | PJ | PG | PE | PP | GF | GC | Dif. |
| ---- | -------------------------------------- | ---- | -- | -- | -- | -- | -- | -- | ---- |
| 01.º | El Fortín (Olavarría)                  | 20   | 10 | 6  | 2  | 2  | 21 | 13 | 8    |
| 02.º | Sporting (Punta Alta)                  | 18   | 10 | 5  | 3  | 2  | 17 | 11 | 6    |
| 03.º | Ferro Carril Sud (Olavarría)           | 18   | 10 | 5  | 3  | 2  | 13 | 8  | 5    |
| 04.º | Alumni Azuleño (Azul)                  | 12   | 10 | 3  | 3  | 4  | 10 | 10 | 0    |
| 05.º | Villa del Parque (Tres Arroyos)        | 8    | 10 | 2  | 2  | 6  | 12 | 22 | −10  |
| 06.º | Independencia (Adolfo González Cháves) | 6    | 10 | 1  | 3  | 6  | 9  | 17 | −8   |

|  | Clasificado a la 2.ª etapa Región bonaerense - Subregión Sur |

#### Segunda etapa

##### Subregión Norte

###### Grupo 1
| Pos. | Equipo                    | Pts. | PJ | PG | PE | PP | GF | GC | Dif. |
| ---- | ------------------------- | ---- | -- | -- | -- | -- | -- | -- | ---- |
| 01.º | Del Acuerdo (San Nicolás) | 10   | 4  | 3  | 1  | 0  | 0  | 0  | 0    |
| 02.º | Rivadavia (Junín)         | 4    | 4  | 1  | 1  | 2  | 0  | 0  | 0    |
| 03.º | Belgrano (Zárate)         | 3    | 4  | 1  | 0  | 3  | 0  | 0  | 0    |

|  | Clasificado a la Segunda ronda |

###### Grupo 2
| Pos. | Equipo                         | Pts. | PJ | PG | PE | PP | GF | GC | Dif. |
| ---- | ------------------------------ | ---- | -- | -- | -- | -- | -- | -- | ---- |
| 01.º | Atlético Luján (Luján)         | 10   | 4  | 3  | 1  | 0  | 0  | 0  | 0    |
| 02.º | Social Ramallo (Villa Ramallo) | 4    | 4  | 1  | 1  | 2  | 0  | 0  | 0    |
| 03.º | Juventud Unida (Lincoln)       | 2    | 4  | 0  | 2  | 2  | 0  | 0  | 0    |

|  | Clasificado a la Segunda ronda |

###### Grupo 3
| Pos. | Equipo                    | Pts. | PJ | PG | PE | PP | GF | GC | Dif. |
| ---- | ------------------------- | ---- | -- | -- | -- | -- | -- | -- | ---- |
| 01.º | Once Tigres (9 de Julio)  | 12   | 4  | 4  | 0  | 0  | 0  | 0  | 0    |
| 02.º | Independiente (Chivilcoy) | 4    | 4  | 1  | 1  | 2  | 0  | 0  | 0    |
| 03.º | Defensores (Salto)        | 1    | 4  | 0  | 1  | 3  | 0  | 0  | 0    |

|  | Clasificado a la Segunda ronda |

##### Subregión Sur

###### Grupo 1
| Pos. | Equipo                       | Pts. | PJ | PG | PE | PP | GF | GC | Dif. |
| ---- | ---------------------------- | ---- | -- | -- | -- | -- | -- | -- | ---- |
| 01.º | Alvarado (Mar del Plata)     | 10   | 4  | 3  | 1  | 0  | 8  | 3  | 5    |
| 02.º | Ferro Carril Sud (Olavarría) | 4    | 4  | 1  | 1  | 2  | 7  | 7  | 0    |
| 03.º | Rivadavia (Necochea)         | 2    | 4  | 0  | 2  | 2  | 5  | 10 | −5   |

|  | Clasificado a la Segunda ronda |

###### Grupo 2
| Pos. | Equipo                   | Pts. | PJ | PG | PE | PP | GF | GC | Dif. |
| ---- | ------------------------ | ---- | -- | -- | -- | -- | -- | -- | ---- |
| 01.º | Sporting (Punta Alta)    | 7    | 4  | 2  | 1  | 1  | 4  | 5  | −1   |
| 02.º | Banfield (Mar del Plata) | 5    | 4  | 1  | 2  | 1  | 7  | 7  | 0    |
| 03.º | Independiente (Tandil)   | 4    | 4  | 1  | 1  | 2  | 6  | 6  | 0    |

|  | Clasificado a la Segunda ronda |

###### Grupo 3
| Pos. | Equipo                | Pts. | PJ | PG | PE | PP | GF | GC | Dif. |
| ---- | --------------------- | ---- | -- | -- | -- | -- | -- | -- | ---- |
| 01.º | El Fortín (Olavarría) | 12   | 4  | 4  | 0  | 0  | 11 | 5  | 6    |
| 02.º | Racing (Balcarce))    | 6    | 4  | 2  | 0  | 2  | 8  | 7  | 1    |
| 03.º | Lezama FC (Lezama))   | 0    | 4  | 0  | 0  | 4  | 5  | 12 | −7   |

|  | Clasificado a la Segunda ronda |

### Región Norte

#### Primera etapa

###### Zona 1
| Pos. | Equipo                                   | Pts. | PJ | PG | PE | PP | GF | GC | Dif. |
| ---- | ---------------------------------------- | ---- | -- | -- | -- | -- | -- | -- | ---- |
| 01.º | Normal Rosarino (Rosario de la Frontera) | 6    | 4  | 1  | 3  | 0  | 3  | 2  | 1    |
| 02.º | Atlético Concepción (Banda del Río Salí) | 5    | 4  | 1  | 2  | 1  | 5  | 2  | 3    |
| 03.º | La Providencia (Río Seco)                | 3    | 4  | 0  | 3  | 1  | 3  | 7  | −4   |

|  | Clasificado a la 2.ª etapa Región Norte |

###### Zona 2
| Pos. | Equipo                                        | Pts. | PJ | PG | PE | PP | GF | GC | Dif. |
| ---- | --------------------------------------------- | ---- | -- | -- | -- | -- | -- | -- | ---- |
| 01.º | Güemes (Santiago del Estero)                  | 8    | 4  | 2  | 2  | 0  | 9  | 3  | 6    |
| 02.º | Comercio Central Unidos (Santiago del Estero) | 5    | 4  | 1  | 2  | 1  | 7  | 6  | 1    |
| 03.º | Coinor (Frías)                                | 3    | 4  | 1  | 0  | 3  | 5  | 12 | −7   |

|  | Clasificado a la 2.ª etapa Región Norte |

###### Zona 3
| Pos. | Equipo                     | Pts. | PJ | PG | PE | PP | GF | GC | Dif. |
| ---- | -------------------------- | ---- | -- | -- | -- | -- | -- | -- | ---- |
| 01.º | Central Norte (Salta)      | 12   | 4  | 4  | 0  | 0  | 0  | 0  | 0    |
| 02.º | Chacarita (Catamarca)      | 4    | 4  | 1  | 1  | 2  | 0  | 0  | 0    |
| 03.º | Sportivo Animaná (Animaná) | 1    | 4  | 0  | 1  | 3  | 0  | 0  | 0    |

|  | Clasificado a la 2.ª etapa Región Norte |

###### Zona 4
| Pos. | Equipo                       | Pts. | PJ | PG | PE | PP | GF | GC | Dif. |
| ---- | ---------------------------- | ---- | -- | -- | -- | -- | -- | -- | ---- |
| 01.º | Libertad (Campo Santo)       | 7    | 4  | 2  | 1  | 1  | 0  | 0  | 0    |
| 02.º | San Martín (Salta)           | 7    | 4  | 2  | 1  | 1  | 0  | 0  | 0    |
| 03.º | Atlético Chicoana (Chicoana) | 3    | 4  | 1  | 0  | 3  | 0  | 0  | 0    |

|  | Clasificado a la 2.ª etapa Región Norte |

###### Zona 5
| Pos. | Equipo                                  | Pts. | PJ | PG | PE | PP | GF | GC | Dif. |
| ---- | --------------------------------------- | ---- | -- | -- | -- | -- | -- | -- | ---- |
| 01.º | Talleres (Perico)                       | 8    | 4  | 2  | 2  | 0  | 0  | 0  | 0    |
| 02.º | Atlético Cuyaya (San Salvador de Jujuy) | 7    | 4  | 2  | 1  | 1  | 0  | 0  | 0    |
| 03.º | Central Norte (Santo Domingo)           | 1    | 4  | 0  | 1  | 3  | 0  | 0  | 0    |

|  | Clasificado a la 2.ª etapa Región Norte |

###### Zona 6
| Pos. | Equipo                                             | Pts. | PJ | PG | PE | PP | GF | GC | Dif. |
| ---- | -------------------------------------------------- | ---- | -- | -- | -- | -- | -- | -- | ---- |
| 01.º | Río Grande (La Mendieta)                           | 6    | 4  | 1  | 3  | 0  | 0  | 0  | 0    |
| 02.º | Deportivo Aviación (Orán)                          | 5    | 4  | 1  | 2  | 1  | 0  | 0  | 0    |
| 03.º | Municipal Vinalito (Libertador General San Martín) | 4    | 4  | 1  | 1  | 2  | 0  | 0  | 0    |

|  | Clasificado a la 2.ª etapa Región Norte |

#### Segunda etapa

###### Zona 1
| Pos. | Equipo                                        | Pts. | PJ | PG | PE | PP | GF | GC | Dif. |
| ---- | --------------------------------------------- | ---- | -- | -- | -- | -- | -- | -- | ---- |
| 01.º | Comercio Central Unidos (Santiago del Estero) | 11   | 6  | 3  | 2  | 1  | 17 | 10 | 7    |
| 02.º | Güemes (Santiago del Estero)                  | 11   | 6  | 3  | 2  | 1  | 11 | 7  | 4    |
| 03.º | Atlético Concepción (Banda del Río Salí)      | 10   | 6  | 2  | 4  | 0  | 6  | 3  | 3    |
| 04.º | Normal Rosarino (Rosario de la Frontera)      | 0    | 6  | 0  | 0  | 6  | 5  | 19 | −14  |

|  | Clasificado a la Segunda ronda |

###### Zona 2
| Pos. | Equipo                 | Pts. | PJ | PG | PE | PP | GF | GC | Dif. |
| ---- | ---------------------- | ---- | -- | -- | -- | -- | -- | -- | ---- |
| 01.º | Central Norte (Salta)  | 16   | 6  | 5  | 1  | 0  | 0  | 0  | 0    |
| 02.º | Libertad (Campo Santo) | 8    | 6  | 2  | 2  | 2  | 0  | 0  | 0    |
| 03.º | San Martín (Salta)     | 7    | 6  | 1  | 4  | 1  | 0  | 0  | 0    |
| 04.º | Chacarita (Catamarca)  | 1    | 6  | 0  | 1  | 5  | 0  | 0  | 0    |

|  | Clasificado a la Segunda ronda |

###### Zona 3
| Pos. | Equipo                                  | Pts. | PJ | PG | PE | PP | GF | GC | Dif. |
| ---- | --------------------------------------- | ---- | -- | -- | -- | -- | -- | -- | ---- |
| 01.º | Talleres (Perico)                       | 15   | 6  | 5  | 0  | 1  | 0  | 0  | 0    |
| 02.º | Atlético Cuyaya (San Salvador de Jujuy) | 12   | 6  | 4  | 0  | 2  | 0  | 0  | 0    |
| 03.º | Deportivo Aviación (Orán)               | 6    | 6  | 2  | 0  | 4  | 0  | 0  | 0    |
| 04.º | Río Grande (La Mendieta)                | 3    | 6  | 1  | 0  | 5  | 0  | 0  | 0    |

|  | Clasificado a la Segunda ronda |

### Región Centro

#### Primera etapa

##### Zona Catamarca / La Rioja

###### Subzona 1
| Pos. | Equipo                                   | Pts. | PJ | PG | PE | PP | GF | GC | Dif. |
| ---- | ---------------------------------------- | ---- | -- | -- | -- | -- | -- | -- | ---- |
| 01.º | Andino (La Rioja)                        | 11   | 6  | 3  | 2  | 1  | 0  | 0  | 0    |
| 02.º | Defensores de Esquiú (San José)          | 9    | 6  | 2  | 3  | 1  | 0  | 0  | 0    |
| 03.º | San Lorenzo de Alem (Catamarca)          | 8    | 6  | 1  | 5  | 0  | 0  | 0  | 0    |
| 04.º | Juventud Unida de Santa Rosa (Catamarca) | 2    | 6  | 0  | 2  | 4  | 0  | 0  | 0    |

|  | Clasificado a la 2.ª etapa Zona Catamarca/La Rioja |

###### Subzona 2
| Pos. | Equipo                                 | Pts. | PJ | PG | PE | PP | GF | GC | Dif. |
| ---- | -------------------------------------- | ---- | -- | -- | -- | -- | -- | -- | ---- |
| 01.º | Racing (Belén)                         | 6    | 4  | 2  | 0  | 2  | 0  | 0  | 0    |
| 02.º | Américo Tesorieri (La Rioja)           | 5    | 4  | 1  | 2  | 1  | 0  | 0  | 0    |
| 03.º | Deportivo Esquiú (Anillaco, Catamarca) | 5    | 4  | 1  | 2  | 1  | 0  | 0  | 0    |

|  | Clasificado a la 2.ª etapa Zona Catamarca/La Rioja |

##### Zona Córdoba

###### Subzona 1
| Pos. | Equipo                            | Pts. | PJ | PG | PE | PP | GF | GC | Dif. |
| ---- | --------------------------------- | ---- | -- | -- | -- | -- | -- | -- | ---- |
| 01.º | Bella Vista (Córdoba)             | 14   | 6  | 4  | 2  | 0  | 9  | 3  | 6    |
| 02.º | Atenas (Río Cuarto)               | 8    | 6  | 2  | 2  | 2  | 5  | 5  | 0    |
| 03.º | Sportivo Belgrano (San Francisco) | 7    | 6  | 2  | 1  | 3  | 8  | 9  | −1   |
| 04.º | Asociación Española (Villa María) | 4    | 6  | 1  | 1  | 4  | 4  | 9  | −5   |

|  | Clasificado a la 2.ª etapa Zona Córdoba |

###### Subzona 2
| Pos. | Equipo                      | Pts. | PJ | PG | PE | PP | GF | GC | Dif. |
| ---- | --------------------------- | ---- | -- | -- | -- | -- | -- | -- | ---- |
| 01.º | Estudiantes (Río Cuarto)    | 10   | 6  | 3  | 1  | 2  | 10 | 5  | 5    |
| 02.º | Central Córdoba (Laboulaye) | 10   | 6  | 3  | 1  | 2  | 9  | 7  | 2    |
| 03.º | Toro (Coronel Moldes)       | 9    | 6  | 2  | 3  | 1  | 7  | 8  | −1   |
| 04.º | Huracán (Córdoba)           | 4    | 6  | 1  | 1  | 4  | 4  | 10 | −6   |

|  | Clasificado a la 2.ª etapa Zona Córdoba |

##### Zona Santa Fe

###### Subzona Centro
| Pos. | Equipo                         | Pts. | PJ | PG | PE | PP | GF | GC | Dif. |
| ---- | ------------------------------ | ---- | -- | -- | -- | -- | -- | -- | ---- |
| 01.º | Unión (Sunchales)              | 12   | 6  | 4  | 0  | 2  | 15 | 10 | 5    |
| 02.º | Argentino (San Carlos Centro)  | 10   | 6  | 3  | 1  | 2  | 8  | 5  | 3    |
| 03.º | San Cristóbal (Ángel Gallardo) | 10   | 6  | 3  | 1  | 2  | 14 | 10 | 4    |
| 04.º | Bartolomé Mitre (Esperanza)    | 3    | 6  | 1  | 0  | 5  | 6  | 18 | −12  |

|  | Clasificado a la 2.ª etapa Zona Santa Fe |

###### Subzona Sur
| Pos. | Equipo                         | Pts. | PJ | PG | PE | PP | GF | GC | Dif. |
| ---- | ------------------------------ | ---- | -- | -- | -- | -- | -- | -- | ---- |
| 01.º | Los Andes (Alcorta)            | 8    | 4  | 2  | 2  | 0  | 5  | 2  | 3    |
| 02.º | A.D.I.U.R (Rosario)            | 7    | 4  | 2  | 1  | 1  | 7  | 3  | 4    |
| 03.º | Botafogo (Granadero Baigorria) | 1    | 4  | 0  | 1  | 3  | 2  | 9  | −7   |

|  | Clasificado a la 2.ª etapa Zona Santa Fe |

###### Subzona Norte
| Pos. | Equipo                        | Pts. | PJ | PG | PE | PP | GF | GC | Dif. |
| ---- | ----------------------------- | ---- | -- | -- | -- | -- | -- | -- | ---- |
| 01.º | 9 de Julio (Rafaela)          | 12   | 4  | 4  | 0  | 0  | 14 | 4  | 10   |
| 02.º | Ocampo Fábrica (Villa Ocampo) | 6    | 4  | 2  | 0  | 2  | 6  | 8  | −2   |
| 03.º | Estudiantes Unidos (Vera)     | 0    | 4  | 0  | 0  | 4  | 4  | 12 | −8   |

|  | Clasificado a la 2.ª etapa Zona Santa Fe |

#### Segunda etapa

##### Zona Catamarca / La Rioja
| Pos. | Equipo                          | Pts. | PJ | PG | PE | PP | GF | GC | Dif. |
| ---- | ------------------------------- | ---- | -- | -- | -- | -- | -- | -- | ---- |
| 01.º | Andino (La Rioja)               | 18   | 6  | 6  | 0  | 0  | 0  | 0  | 0    |
| 02.º | Defensores de Esquiú (San José) | 9    | 6  | 3  | 0  | 3  | 0  | 0  | 0    |
| 03.º | Américo Tesorieri (La Rioja)    | 9    | 6  | 3  | 0  | 3  | 0  | 0  | 0    |
| 04.º | Racing (Belén)                  | 0    | 6  | 0  | 0  | 6  | 0  | 0  | 0    |

|  | Clasificado a la 2.ª ronda |

##### Zona Córdoba

###### Ronda final 1
| Pos. | Equipo                      | Pts. | PJ | PG | PE | PP | GF | GC | Dif. |
| ---- | --------------------------- | ---- | -- | -- | -- | -- | -- | -- | ---- |
| 01.º | Bella Vista (Córdoba)       | 4    | 2  | 1  | 1  | 0  | 3  | 2  | 1    |
| 02.º | Central Córdoba (Laboulaye) | 1    | 2  | 0  | 1  | 1  | 2  | 3  | −1   |

|  | Clasificado a la 2.ª ronda |

| Partido ida     | Partido ida | Partido ida | Partido ida | Partido ida    | Partido ida |
| Local           | Resultado   | Visitante   | Estadio     | Fecha          |             |
| --------------- | ----------- | ----------- | ----------- | -------------- | ----------- |
| Central Córdoba | 0 - 1       | Bella Vista | Laboulaye   | 3 de diciembre |             |

| Partido vuelta | Partido vuelta | Partido vuelta  | Partido vuelta | Partido vuelta  | Partido vuelta |
| Local          | Resultado      | Visitante       | Estadio        | Fecha           |                |
| -------------- | -------------- | --------------- | -------------- | --------------- | -------------- |
| Bella Vista    | 2 - 2          | Central Córdoba | Córdoba        | 10 de diciembre |                |

| 1. |

###### Ronda final 2
| Pos. | Equipo                   | Pts. | PJ | PG | PE | PP | GF | GC | Dif. |
| ---- | ------------------------ | ---- | -- | -- | -- | -- | -- | -- | ---- |
| 01.º | Estudiantes (Río Cuarto) | 6    | 2  | 2  | 0  | 0  | 6  | 0  | 6    |
| 02.º | Atenas (Río Cuarto)      | 0    | 2  | 0  | 0  | 2  | 0  | 6  | −6   |

|  | Clasificado a la 2.ª ronda |

| Partido ida | Partido ida | Partido ida | Partido ida | Partido ida    | Partido ida |
| Local       | Resultado   | Visitante   | Estadio     | Fecha          |             |
| ----------- | ----------- | ----------- | ----------- | -------------- | ----------- |
| Atenas      | 0 - 1       | Estudiantes | Río Cuarto  | 1 de diciembre |             |

| Partido vuelta | Partido vuelta | Partido vuelta | Partido vuelta | Partido vuelta  | Partido vuelta |
| Local          | Resultado      | Visitante      | Estadio        | Fecha           |                |
| -------------- | -------------- | -------------- | -------------- | --------------- | -------------- |
| Estudiantes    | 5 - 0          | Atenas         | Río Cuarto     | 13 de diciembre |                |

| 1. |

###### Ronda de Perdedores
| Pos. | Equipo                      | Pts. | PJ | PG | PE | PP | GF | GC | Dif. |
| ---- | --------------------------- | ---- | -- | -- | -- | -- | -- | -- | ---- |
| 01.º | Central Córdoba (Laboulaye) | 4    | 2  | 1  | 1  | 0  | 1  | 0  | 1    |
| 02.º | Atenas (Río Cuarto)         | 1    | 2  | 0  | 1  | 1  | 0  | 1  | −1   |

|  | Clasificado a la 2.ª ronda |

| Partido ida     | Partido ida | Partido ida | Partido ida | Partido ida | Partido ida |
| Local           | Resultado   | Visitante   | Estadio     | Fecha       |             |
| --------------- | ----------- | ----------- | ----------- | ----------- | ----------- |
| Central Córdoba | 1 - 0       | Atenas      | Laboulaye   | 7 de enero  |             |

| Partido vuelta | Partido vuelta | Partido vuelta  | Partido vuelta | Partido vuelta | Partido vuelta |
| Local          | Resultado      | Visitante       | Estadio        | Fecha          |                |
| -------------- | -------------- | --------------- | -------------- | -------------- | -------------- |
| Atenas         | 0 - 0          | Central Córdoba | Río Cuarto     | 14 de enero    |                |

|  |

##### Zona Santa Fe

###### Ronda final 1
| Pos. | Equipo                        | Pts. | PJ | PG | PE | PP | GF | GC | Dif. |
| ---- | ----------------------------- | ---- | -- | -- | -- | -- | -- | -- | ---- |
| 01.º | 9 de Julio (Rafaela)          | 12   | 4  | 4  | 0  | 0  | 14 | 6  | 8    |
| 02.º | Unión (Sunchales)             | 3    | 4  | 1  | 0  | 3  | 8  | 10 | −2   |
| 03.º | Ocampo Fábrica (Villa Ocampo) | 3    | 4  | 1  | 0  | 3  | 10 | 16 | −6   |

|  | Clasificado a la 2.ª ronda |

###### Ronda final 2
| Pos. | Equipo                        | Pts. | PJ | PG | PE | PP | GF | GC | Dif. |
| ---- | ----------------------------- | ---- | -- | -- | -- | -- | -- | -- | ---- |
| 01.º | A.D.I.U.R (Rosario)           | 8    | 4  | 2  | 2  | 0  | 9  | 4  | 5    |
| 02.º | Los Andes (Alcorta            | 4    | 4  | 1  | 1  | 2  | 8  | 8  | 0    |
| 03.º | Argentino (San Carlos Centro) | 3    | 4  | 0  | 3  | 1  | 5  | 10 | −5   |

|  | Clasificado a la 2.ª ronda |

### Región Sur

#### Zona Santa Cruz
| Pos. | Equipo                                         | Pts. | PJ | PG | PE | PP | GF | GC | Dif. |
| ---- | ---------------------------------------------- | ---- | -- | -- | -- | -- | -- | -- | ---- |
| 01.º | Estrella del Sur (Caleta Olivia)               | 15   | 6  | 5  | 0  | 1  | 30 | 3  | 27   |
| 02.º | Bancruz (Río Gallegos)                         | 15   | 6  | 5  | 0  | 1  | 16 | 3  | 13   |
| 03.º | Atlético Santa Cruz (Puerto Santa Cruz)        | 3    | 6  | 1  | 0  | 5  | 8  | 12 | −4   |
| 04.º | Residentes Salteños Martín Güemes (Río Turbio) | 3    | 6  | 1  | 0  | 5  | 5  | 41 | −36  |

|  | Clasificado a la 2.ª ronda |

#### Zona Chubut
| Pos. | Equipo                                | Pts. | PJ | PG | PE | PP | GF | GC | Dif. |
| ---- | ------------------------------------- | ---- | -- | -- | -- | -- | -- | -- | ---- |
| 01.º | Guillermo Brown (Puerto Madryn)       | 10   | 4  | 3  | 1  | 0  | 14 | 5  | 9    |
| 02.º | Belgrano (Esquel)                     | 6    | 4  | 2  | 0  | 2  | 10 | 13 | −3   |
| 03.º | Próspero Palazzo (Comodoro Rivadavia) | 1    | 4  | 0  | 1  | 3  | 4  | 10 | −6   |

|  | Clasificado a la 2.ª ronda |

#### Zona Río Negro / Neuquén / La Pampa

##### Subzona 1
| Pos. | Equipo                                         | Pts. | PJ | PG | PE | PP | GF | GC | Dif. |
| ---- | ---------------------------------------------- | ---- | -- | -- | -- | -- | -- | -- | ---- |
| 01.º | Independiente (Trelew)                         | 7    | 4  | 2  | 1  | 1  | 3  | 4  | −1   |
| 02.º | San Lorenzo Barrio Lindo (Carmen de Patagones) | 6    | 4  | 2  | 0  | 2  | 6  | 5  | 1    |
| 03.º | All Boys (Santa Rosa)                          | 4    | 4  | 1  | 1  | 2  | 4  | 4  | 0    |

|  | Clasificado a la 2.ª ronda |

##### Subzona 2[n. 1]
| Pos. | Equipo                              | Pts. | PJ | PG | PE | PP | GF | GC | Dif. |
| ---- | ----------------------------------- | ---- | -- | -- | -- | -- | -- | -- | ---- |
| 01.º | Centenario (Centenario)             | 4    | 2  | 1  | 1  | 0  | 3  | 1  | 2    |
| 02.º | Argentinos del Norte (General Roca) | 1    | 2  | 0  | 1  | 1  | 1  | 3  | −2   |

|  | Clasificado a la 2.ª ronda |

| 1. |

##### Subzona 3
| Pos. | Equipo                        | Pts. | PJ | PG | PE | PP | GF | GC | Dif. |
| ---- | ----------------------------- | ---- | -- | -- | -- | -- | -- | -- | ---- |
| 01.º | Deportivo Roca (General Roca) | 8    | 4  | 2  | 2  | 0  | 14 | 3  | 11   |
| 02.º | Cruz del Sur (Ñirihuau)       | 5    | 4  | 1  | 2  | 1  | 8  | 15 | −7   |
| 03.º | Alianza (Cutral Có)           | 2    | 4  | 0  | 2  | 2  | 5  | 9  | −4   |

|  | Clasificado a la 2.ª ronda |

### Región Cuyo

#### Zona 1
| Pos. | Equipo                         | Pts. | PJ | PG | PE | PP | GF | GC | Dif. |
| ---- | ------------------------------ | ---- | -- | -- | -- | -- | -- | -- | ---- |
| 01.º | San Martín (Monte Comán)       | 18   | 10 | 5  | 3  | 2  | 0  | 0  | 0    |
| 02.º | Estudiantes (San Luis)         | 15   | 10 | 4  | 3  | 3  | 0  | 0  | 0    |
| 03.º | Unión (Villa Krause)           | 15   | 10 | 4  | 3  | 3  | 0  | 0  | 0    |
| 04.º | Gutiérrez SC (Gutiérrez)       | 13   | 10 | 4  | 1  | 5  | 0  | 0  | 0    |
| 05.º | Jorge Newbery (Villa Mercedes) | 11   | 10 | 3  | 2  | 5  | 0  | 0  | 0    |

|  | Clasificado a la 2.ª ronda |

#### Zona 2
| Pos. | Equipo                                  | Pts. | PJ | PG | PE | PP | GF | GC | Dif. |
| ---- | --------------------------------------- | ---- | -- | -- | -- | -- | -- | -- | ---- |
| 01.º | Peñarol (Chimbas)                       | 17   | 10 | 5  | 2  | 3  | 0  | 0  | 0    |
| 02.º | Pacífico (General Alvear)               | 17   | 10 | 5  | 2  | 3  | 0  | 0  | 0    |
| 03.º | Juventud Unida Universitario (San Luis) | 15   | 10 | 4  | 3  | 3  | 0  | 0  | 0    |
| 04.º | Guaymallén (Rodeo de la Cruz)           | 11   | 9  | 3  | 2  | 4  | 0  | 0  | 0    |
| 05.º | Arizu Villa Atuel (Villa Atuel)         | 9    | 10 | 2  | 3  | 5  | 0  | 0  | 0    |

|  | Clasificado a la 2.ª ronda |

### Región Litoral

#### Primera etapa

##### Subzona 1
| Pos. | Equipo                           | Pts. | PJ | PG | PE | PP | GF | GC | Dif. |
| ---- | -------------------------------- | ---- | -- | -- | -- | -- | -- | -- | ---- |
| 01.º | Tigre (Santo Pipó)               | 20   | 10 | 6  | 2  | 2  | 15 | 11 | 4    |
| 02.º | Guaraní Antonio Franco (Posadas) | 16   | 9  | 5  | 1  | 3  | 27 | 14 | 13   |
| 03.º | Ex Alumnos Escuela 185 (Oberá)   | 15   | 10 | 4  | 3  | 3  | 15 | 13 | 2    |
| 04.º | Yerbatero (Apóstoles)            | 13   | 10 | 4  | 1  | 5  | 16 | 19 | −3   |
| 05.º | Olimpia (Oberá)                  | 12   | 10 | 3  | 3  | 4  | 14 | 14 | 0    |
| 06.º | Vicov (Eldorado)                 | 5    | 10 | 1  | 2  | 7  | 8  | 0  | 8    |

|  | Clasificado a la 2.ª etapa Región Litoral |

| Fecha 1                | Fecha 1   | Fecha 1                | Fecha 1   | Fecha 1          | Fecha 1 |
| Local                  | Resultado | Visitante              | Estadio   | Fecha            |         |
| ---------------------- | --------- | ---------------------- | --------- | ---------------- | ------- |
| Olimpia                | 2 - 1     | Vicov                  | Oberá     | 24 de septiembre |         |
| Guaraní Antonio Franco | 3 - 2     | Tigre                  | Posadas   | 24 de septiembre |         |
| Yerbatero              | 0 - 3     | Ex Alumnos Escuela 185 | Apóstoles | 24 de septiembre |         |

| Fecha 2                | Fecha 2   | Fecha 2                | Fecha 2  | Fecha 2      | Fecha 2 |
| Local                  | Resultado | Visitante              | Estadio  | Fecha        |         |
| ---------------------- | --------- | ---------------------- | -------- | ------------ | ------- |
| Olimpia                | 1 - 2     | Yerbatero              | Oberá    | 1 de octubre |         |
| Guaraní Antonio Franco | 4 - 1     | Ex Alumnos Escuela 185 | Posadas  | 1 de octubre |         |
| Vicov                  | 0 - 2     | Tigre                  | Eldorado | 1 de octubre |         |

| Fecha 3                | Fecha 3   | Fecha 3                | Fecha 3    | Fecha 3      | Fecha 3 |
| Local                  | Resultado | Visitante              | Estadio    | Fecha        |         |
| ---------------------- | --------- | ---------------------- | ---------- | ------------ | ------- |
| Ex Alumnos Escuela 185 | 3 - 1     | Vicov                  | Oberá      | 8 de octubre |         |
| Yerbatero              | 2 - 1     | Guaraní Antonio Franco | Apóstoles  | 8 de octubre |         |
| Tigre                  | 0 - 0     | Olimpia                | Santo Pipó | 8 de octubre |         |

| Fecha 4                | Fecha 4   | Fecha 4                | Fecha 4    | Fecha 4       | Fecha 4 |
| Local                  | Resultado | Visitante              | Estadio    | Fecha         |         |
| ---------------------- | --------- | ---------------------- | ---------- | ------------- | ------- |
| Vicov                  | 2 - 1     | Guaraní Antonio Franco | Eldorado   | 15 de octubre |         |
| Tigre                  | 2 - 0     | Yerbatero              | Santo Pipó | 15 de octubre |         |
| Ex Alumnos Escuela 185 | 2 - 1     | Olimpia                | Oberá      | 15 de octubre |         |

| Fecha 5                | Fecha 5   | Fecha 5   | Fecha 5   | Fecha 5       | Fecha 5 |
| Local                  | Resultado | Visitante | Estadio   | Fecha         |         |
| ---------------------- | --------- | --------- | --------- | ------------- | ------- |
| Ex Alumnos Escuela 185 | 0 - 1     | Tigre     | Oberá     | 22 de octubre |         |
| Guaraní Antonio Franco | 3 - 0     | Olimpia   | Posadas   | 22 de octubre |         |
| Yerbatero              | 5 - 1     | Vicov     | Apóstoles | 22 de octubre |         |

| Fecha 6                | Fecha 6   | Fecha 6                | Fecha 6    | Fecha 6       | Fecha 6 |
| Local                  | Resultado | Visitante              | Estadio    | Fecha         |         |
| ---------------------- | --------- | ---------------------- | ---------- | ------------- | ------- |
| Vicov                  | 0 - 3     | Olimpia                | Eldorado   | 29 de octubre |         |
| Tigre                  | 2 - 1     | Guaraní Antonio Franco | Santo Pipó | 29 de octubre |         |
| Ex Alumnos Escuela 185 | 2 - 1     | Yerbatero              | Oberá      | 29 de octubre |         |

| Fecha 7                | Fecha 7   | Fecha 7                | Fecha 7    | Fecha 7        | Fecha 7 |
| Local                  | Resultado | Visitante              | Estadio    | Fecha          |         |
| ---------------------- | --------- | ---------------------- | ---------- | -------------- | ------- |
| Yerbatero              | 0 - 2     | Olimpia                | Apóstoles  | 5 de noviembre |         |
| Ex Alumnos Escuela 185 | 2 - 2     | Guaraní Antonio Franco | Oberá      | 5 de noviembre |         |
| Tigre                  | 1 - 0     | Vicov                  | Santo Pipó | 5 de noviembre |         |

| Fecha 8                | Fecha 8   | Fecha 8                | Fecha 8  | Fecha 8         | Fecha 8 |
| Local                  | Resultado | Visitante              | Estadio  | Fecha           |         |
| ---------------------- | --------- | ---------------------- | -------- | --------------- | ------- |
| Vicov                  | 1 - 1     | Ex Alumnos Escuela 185 | Eldorado | 12 de noviembre |         |
| Guaraní Antonio Franco | 5 - 1     | Yerbatero              | Posadas  | 12 de noviembre |         |
| Olimpia                | 3 - 3     | Tigre                  | Oberá    | 12 de noviembre |         |

| Fecha 9                | Fecha 9   | Fecha 9                | Fecha 9   | Fecha 9         | Fecha 9 |
| Local                  | Resultado | Visitante              | Estadio   | Fecha           |         |
| ---------------------- | --------- | ---------------------- | --------- | --------------- | ------- |
| Guaraní Antonio Franco | 5 - 1     | Vicov                  | Posadas   | 19 de noviembre |         |
| Yerbatero              | 4 - 1     | Tigre                  | Apóstoles | 19 de noviembre |         |
| Olimpia                | 1 - 1     | Ex Alumnos Escuela 185 | Oberá     | 19 de noviembre |         |

| Fecha 10 | Fecha 10  | Fecha 10               | Fecha 10   | Fecha 10        | Fecha 10 |
| Local    | Resultado | Visitante              | Estadio    | Fecha           |          |
| -------- | --------- | ---------------------- | ---------- | --------------- | -------- |
| Olimpia  | 1 - 2     | Guaraní Antonio Franco | Oberá      | 26 de noviembre |          |
| Vicov    | 1 - 1     | Yerbatero              | Eldorado   | 26 de noviembre |          |
| Tigre    | 1 - 0     | Ex Alumnos Escuela 185 | Santo Pipó | 26 de noviembre |          |

##### Subzona 2
| Pos. | Equipo                           | Pts. | PJ | PG | PE | PP | GF | GC | Dif. |
| ---- | -------------------------------- | ---- | -- | -- | -- | -- | -- | -- | ---- |
| 01.º | A.P.I.N.T.A (Mercedes)           | 14   | 6  | 4  | 2  | 0  | 15 | 4  | 11   |
| 02.º | Puente Seco (Paso de los Libres) | 12   | 6  | 3  | 3  | 0  | 9  | 2  | 7    |
| 03.º | Taragüí (Gobernador Virasoro)    | 4    | 6  | 1  | 1  | 4  | 3  | 11 | −8   |
| 04.º | San Lorenzo (Monte Caseros)      | 2    | 6  | 0  | 2  | 4  | 4  | 14 | −10  |

|  | Clasificado a la 2.ª etapa Región Litoral |

| Fecha 1     | Fecha 1   | Fecha 1     | Fecha 1            | Fecha 1       | Fecha 1 |
| Local       | Resultado | Visitante   | Estadio            | Fecha         |         |
| ----------- | --------- | ----------- | ------------------ | ------------- | ------- |
| Puente Seco | 3 - 0     | Taragüí     | Paso de los Libres | 22 de octubre |         |
| San Lorenzo | 0 - 3     | A.P.I.N.T.A | Monte Caseros      | 22 de octubre |         |

| Fecha 2     | Fecha 2   | Fecha 2     | Fecha 2             | Fecha 2       | Fecha 2 |
| Local       | Resultado | Visitante   | Estadio             | Fecha         |         |
| ----------- | --------- | ----------- | ------------------- | ------------- | ------- |
| A.P.I.N.T.A | 1 - 1     | Puente Seco | Mercedes            | 29 de octubre |         |
| Taragüí     | 1 - 1     | San Lorenzo | Gobernador Virasoro | 29 de octubre |         |

| Fecha 3     | Fecha 3   | Fecha 3     | Fecha 3             | Fecha 3        | Fecha 3 |
| Local       | Resultado | Visitante   | Estadio             | Fecha          |         |
| ----------- | --------- | ----------- | ------------------- | -------------- | ------- |
| Taragüí     | 1 - 2     | A.P.I.N.T.A | Gobernador Virasoro | 5 de noviembre |         |
| San Lorenzo | 0 - 0     | Puente Seco | Monte Caseros       | 5 de noviembre |         |

| Fecha 4     | Fecha 4   | Fecha 4     | Fecha 4             | Fecha 4         | Fecha 4 |
| Local       | Resultado | Visitante   | Estadio             | Fecha           |         |
| ----------- | --------- | ----------- | ------------------- | --------------- | ------- |
| Taragüí     | 0 - 1     | Puente Seco | Gobernador Virasoro | 12 de noviembre |         |
| A.P.I.N.T.A | 5 - 2     | San Lorenzo | Mercedes            | 12 de noviembre |         |

| Fecha 5     | Fecha 5   | Fecha 5     | Fecha 5            | Fecha 5         | Fecha 5 |
| Local       | Resultado | Visitante   | Estadio            | Fecha           |         |
| ----------- | --------- | ----------- | ------------------ | --------------- | ------- |
| Puente Seco | 0 - 0     | A.P.I.N.T.A | Paso de los Libres | 19 de noviembre |         |
| San Lorenzo | 0 - 1     | Taragüí     | Monte Caseros      | 19 de noviembre |         |

| Fecha 6     | Fecha 6   | Fecha 6     | Fecha 6            | Fecha 6         | Fecha 6 |
| Local       | Resultado | Visitante   | Estadio            | Fecha           |         |
| ----------- | --------- | ----------- | ------------------ | --------------- | ------- |
| A.P.I.N.T.A | 4 - 0     | Taragüí     | Mercedes           | 26 de noviembre |         |
| Puente Seco | 4 - 1     | San Lorenzo | Paso de los Libres | 26 de noviembre |         |

##### Subzona 3
| Pos. | Equipo                              | Pts. | PJ | PG | PE | PP | GF | GC | Dif. |
| ---- | ----------------------------------- | ---- | -- | -- | -- | -- | -- | -- | ---- |
| 01.º | Sarmiento (Resistencia)             | 13   | 6  | 4  | 1  | 1  | 11 | 8  | 3    |
| 02.º | Sportivo Pampa (Pampa del Infierno) | 11   | 6  | 3  | 2  | 1  | 11 | 5  | 6    |
| 03.º | Libertad (Charata)                  | 5    | 6  | 1  | 2  | 3  | 7  | 10 | −3   |
| 04.º | Ferroviario (Corrientes)            | 4    | 6  | 1  | 1  | 4  | 6  | 10 | −4   |

|  | Clasificado a la 2.ª etapa Región Litoral |

| Fecha 1        | Fecha 1   | Fecha 1     | Fecha 1            | Fecha 1       | Fecha 1 |
| Local          | Resultado | Visitante   | Estadio            | Fecha         |         |
| -------------- | --------- | ----------- | ------------------ | ------------- | ------- |
| Sarmiento      | 1 - 2     | Libertad    | Resistencia        | 22 de octubre |         |
| Sportivo Pampa | 2 - 0     | Ferroviario | Pampa del Infierno | 22 de octubre |         |

| Fecha 2     | Fecha 2   | Fecha 2        | Fecha 2    | Fecha 2       | Fecha 2 |
| Local       | Resultado | Visitante      | Estadio    | Fecha         |         |
| ----------- | --------- | -------------- | ---------- | ------------- | ------- |
| Ferroviario | 1 - 2     | Sarmiento      | Corrientes | 29 de octubre |         |
| Libertad    | 1 - 1     | Sportivo Pampa | Charata    | 29 de octubre |         |

| Fecha 3     | Fecha 3   | Fecha 3        | Fecha 3     | Fecha 3        | Fecha 3 |
| Local       | Resultado | Visitante      | Estadio     | Fecha          |         |
| ----------- | --------- | -------------- | ----------- | -------------- | ------- |
| Ferroviario | 0 - 0     | Libertad       | Corrientes  | 5 de noviembre |         |
| Sarmiento   | 2 - 1     | Sportivo Pampa | Resistencia | 5 de noviembre |         |

| Fecha 4     | Fecha 4   | Fecha 4        | Fecha 4    | Fecha 4         | Fecha 4 |
| Local       | Resultado | Visitante      | Estadio    | Fecha           |         |
| ----------- | --------- | -------------- | ---------- | --------------- | ------- |
| Libertad    | 2 - 3     | Sarmiento      | Charata    | 12 de noviembre |         |
| Ferroviario | 1 - 4     | Sportivo Pampa | Corrientes | 12 de noviembre |         |

| Fecha 5        | Fecha 5   | Fecha 5     | Fecha 5            | Fecha 5         | Fecha 5 |
| Local          | Resultado | Visitante   | Estadio            | Fecha           |         |
| -------------- | --------- | ----------- | ------------------ | --------------- | ------- |
| Sarmiento      | 3 - 2     | Ferroviario | Resistencia        | 19 de noviembre |         |
| Sportivo Pampa | 3 - 1     | Libertad    | Pampa del Infierno | 19 de noviembre |         |

| Fecha 6        | Fecha 6   | Fecha 6     | Fecha 6            | Fecha 6         | Fecha 6 |
| Local          | Resultado | Visitante   | Estadio            | Fecha           |         |
| -------------- | --------- | ----------- | ------------------ | --------------- | ------- |
| Libertad       | 1 - 2     | Ferroviario | Charata            | 26 de noviembre |         |
| Sportivo Pampa | 0 - 0     | Sarmiento   | Pampa del Infierno | 26 de noviembre |         |

##### Subzona 4
| Pos. | Equipo                       | Pts. | PJ | PG | PE | PP | GF | GC | Dif. |
| ---- | ---------------------------- | ---- | -- | -- | -- | -- | -- | -- | ---- |
| 01.º | Sportivo Patria (Formosa)    | 7    | 4  | 2  | 1  | 1  | 10 | 9  | 1    |
| 02.º | Sportivo Clorinda (Clorinda) | 5    | 4  | 1  | 2  | 1  | 10 | 9  | 1    |
| 03.º | San Martín (Formosa)         | 3    | 4  | 0  | 3  | 1  | 7  | 9  | −2   |

|  | Clasificado a la 2.ª etapa Región Litoral |

| Fecha 1            | Fecha 1   | Fecha 1           | Fecha 1 | Fecha 1       | Fecha 1 |
| Local              | Resultado | Visitante         | Estadio | Fecha         |         |
| ------------------ | --------- | ----------------- | ------- | ------------- | ------- |
| Sportivo Patria    | 3 - 2     | Sportivo Clorinda | Formosa | 15 de octubre |         |
| Libre : San Martín |           |                   |         |               |         |

| Fecha 2                   | Fecha 2   | Fecha 2         | Fecha 2 | Fecha 2       | Fecha 2 |
| Local                     | Resultado | Visitante       | Estadio | Fecha         |         |
| ------------------------- | --------- | --------------- | ------- | ------------- | ------- |
| San Martín                | 2 - 2     | Sportivo Patria | Formosa | 22 de octubre |         |
| Libre : Sportivo Clorinda |           |                 |         |               |         |

| Fecha 3                 | Fecha 3   | Fecha 3    | Fecha 3  | Fecha 3       | Fecha 3 |
| Local                   | Resultado | Visitante  | Estadio  | Fecha         |         |
| ----------------------- | --------- | ---------- | -------- | ------------- | ------- |
| Sportivo Clorinda       | 1 - 1     | San Martín | Clorinda | 29 de octubre |         |
| Libre : Sportivo Patria |           |            |          |               |         |

| Fecha 4            | Fecha 4   | Fecha 4         | Fecha 4  | Fecha 4        | Fecha 4 |
| Local              | Resultado | Visitante       | Estadio  | Fecha          |         |
| ------------------ | --------- | --------------- | -------- | -------------- | ------- |
| Sportivo Clorinda  | 4 - 2     | Sportivo Patria | Clorinda | 5 de noviembre |         |
| Libre : San Martín |           |                 |          |                |         |

| Fecha 5                   | Fecha 5   | Fecha 5    | Fecha 5 | Fecha 5         | Fecha 5 |
| Local                     | Resultado | Visitante  | Estadio | Fecha           |         |
| ------------------------- | --------- | ---------- | ------- | --------------- | ------- |
| Sportivo Patria           | 3 - 1     | San Martín | Formosa | 12 de noviembre |         |
| Libre : Sportivo Clorinda |           |            |         |                 |         |

| Fecha 6                 | Fecha 6   | Fecha 6           | Fecha 6 | Fecha 6         | Fecha 6 |
| Local                   | Resultado | Visitante         | Estadio | Fecha           |         |
| ----------------------- | --------- | ----------------- | ------- | --------------- | ------- |
| San Martín              | 3 - 3     | Sportivo Clorinda | Formosa | 19 de noviembre |         |
| Libre : Sportivo Patria |           |                   |         |                 |         |

##### Subzona 5
| Equipo 1                                   | Global      | Equipo 2                           |
| ------------------------------------------ | ----------- | ---------------------------------- |
| Urquiza (Gualeguay)                        | 2 - 5       | Engranaje (Concepción del Uruguay) |
| Las Flores (Federal)                       | 1 - 3       | Universitario (María Grande)       |
| Unión (Crespo)                             | 3 - 2       | Libertad (Gualeguay)               |
| Defensores (Colón)                         | 5 - 3       | Federación (Federación)            |
| Central Larroque (Larroque)                | 1 - 2       | Almagro (Concepción del Uruguay)   |
| Wanderer's (Concordia)                     | 3 - 0       | Tiro Federal (Gualeguaychú)        |
| Atlético Hernandarias (Villa Hernandarias) | (2)2 - 2(3) | Atlético Paraná (Paraná)           |

|  | Clasificado a la Ronda de ganadores Región Litoral - Subzona 5 |

|  | Clasificado a la Ronda de perdedores Región Litoral - Subzona 5 |

| Partidos ida    | Partidos ida | Partidos ida          | Partidos ida           | Partidos ida  | Partidos ida |
| Local           | Resultado    | Visitante             | Estadio                | Fecha         |              |
| --------------- | ------------ | --------------------- | ---------------------- | ------------- | ------------ |
| Engranaje       | 2 - 2        | Urquiza               | Concepción del Uruguay | 15 de octubre |              |
| Universitario   | 2 - 1        | Las Flores            | María Grande           | 15 de octubre |              |
| Libertad        | 0 - 1        | Unión                 | Gualeguay              | 15 de octubre |              |
| Federación      | 2 - 2        | Defensores            | Federación             | 15 de octubre |              |
| Almagro         | 1 - 1        | Central Larroque      | Concepción del Uruguay | 15 de octubre |              |
| Tiro Federal    | 0 - 2        | Wanderer's            | Gualeguaychú           | 15 de octubre |              |
| Atlético Paraná | 2 - 2        | Atlético Hernandarias | Paraná                 | 15 de octubre |              |

| Partidos vuelta       | Partidos vuelta | Partidos vuelta | Partidos vuelta    | Partidos vuelta | Partidos vuelta |
| Local                 | Resultado       | Visitante       | Estadio            | Fecha           |                 |
| --------------------- | --------------- | --------------- | ------------------ | --------------- | --------------- |
| Urquiza               | 0 - 3           | Engranaje       | Gualeguay          | 22 de octubre   |                 |
| Las Flores            | 0 - 1           | Universitario   | Federal            | 22 de octubre   |                 |
| Unión                 | 2 - 2           | Libertad        | Crespo             | 22 de octubre   |                 |
| Defensores            | 3 - 1           | Federación      | Colón              | 22 de octubre   |                 |
| Central Larroque      | 0 - 1           | Almagro         | Larroque           | 22 de octubre   |                 |
| Wanderer's            | 1 - 0           | Tiro Federal    | Concordia          | 22 de octubre   |                 |
| Atlético Hernandariss | 2(2) - 2(3)     | Atlético Paraná | Villa Hernandarias | 22 de octubre   |                 |

| 1. |

#### Segunda etapa

##### Ronda final 1
| Equipo 1               | Global | Equipo 2           |
| ---------------------- | ------ | ------------------ |
| A.P.I.N.T.A (Mercedes) | 2 - 4  | Tigre (Santo Pipó) |

|  | Clasificado a la Segunda ronda |

| Partido de ida | Partido de ida | Partido de ida | Partido de ida | Partido de ida | Partido de ida |
| Local          | Resultado      | Visitante      | Estadio        | Fecha          |                |
| -------------- | -------------- | -------------- | -------------- | -------------- | -------------- |
| Tigre          | 3 - 1          | A.P.I.N.T.A    | Santo Pipó     | 3 de diciembre |                |

| Partido de vuelta | Partido de vuelta | Partido de vuelta | Partido de vuelta | Partido de vuelta | Partido de vuelta |
| Local             | Resultado         | Visitante         | Estadio           | Fecha             |                   |
| ----------------- | ----------------- | ----------------- | ----------------- | ----------------- | ----------------- |
| A.P.I.N.T.A       | 1 - 1             | Tigre             | Mercedes          | 10 de diciembre   |                   |

##### Ronda final 2
| Equipo 1                  | Global | Equipo 2                |
| ------------------------- | ------ | ----------------------- |
| Sportivo Patria (Formosa) | 2 - 7  | Sarmiento (Resistencia) |

|  | Clasificado a la Segunda ronda |

| Partido de ida | Partido de ida | Partido de ida  | Partido de ida | Partido de ida | Partido de ida |
| Local          | Resultado      | Visitante       | Estadio        | Fecha          |                |
| -------------- | -------------- | --------------- | -------------- | -------------- | -------------- |
| Sarmiento      | 2 - 0          | Sportivo Patria | Resistencia    | 3 de diciembre |                |

| Partido de vuelta | Partido de vuelta | Partido de vuelta | Partido de vuelta | Partido de vuelta | Partido de vuelta |
| Local             | Resultado         | Visitante         | Estadio           | Fecha             |                   |
| ----------------- | ----------------- | ----------------- | ----------------- | ----------------- | ----------------- |
| Sportivo Patria   | 2 - 5             | Sarmiento         | Mercedes          | 10 de diciembre   |                   |

##### Subzona 5 Ronda de ganadores

###### Cuartos de final
| Equipo 1                           | Global      | Equipo 2                                           |
| ---------------------------------- | ----------- | -------------------------------------------------- |
| Unión (Crespo)                     | (4)4 - 4(2) | Universitario de Deportes (Libertador San Martín)) |
| Defensores (Colón)                 | 3 - 1       | Almagro (Concepción del Uruguay)                   |
| Engranaje (Concepción del Uruguay) | 1 - 3       | Wanderer's (Concordia)                             |
| Libre: Atlético Paraná             |             |                                                    |

|  | Clasificado a las semifinales Ronda de ganadores |

|  | Clasificado a la Ronda de perdedores Región Litoral - Subzona 5 |

| Partido de ida | Partido de ida | Partido de ida | Partido de ida         | Partido de ida | Partido de ida |
| Local          | Resultado      | Visitante      | Estadio                | Fecha          |                |
| -------------- | -------------- | -------------- | ---------------------- | -------------- | -------------- |
| Universitario  | 2 - 1          | Unión          | María Grande           | 29 de octubre  |                |
| Almagro        | 1 - 1          | Defensores     | Concepción del Uruguay | 29 de octubre  |                |
| Wanderer's     | 2 - 0          | Engranaje      | Concordia              | 29 de octubre  |                |

| Partido de vuelta | Partido de vuelta | Partido de vuelta | Partido de vuelta      | Partido de vuelta | Partido de vuelta |
| Local             | Resultado         | Visitante         | Estadio                | Fecha             |                   |
| ----------------- | ----------------- | ----------------- | ---------------------- | ----------------- | ----------------- |
| Unión             | 3(4) - 2(2)       | Universitario     | Crespo                 | 5 de noviembre    |                   |
| Defensores        | 2 - 0             | Almagro           | Colón                  | 5 de noviembre    |                   |
| Engranaje         | 1 - 1             | Wanderer's        | Concepción del Uruguay | 5 de noviembre    |                   |

###### Semifinales
| Equipo 1           | Global | Equipo 2                 |
| ------------------ | ------ | ------------------------ |
| Unión (Crespo)     | 2 - 1  | Atlético Paraná (Paraná) |
| Defensores (Colón) | 1 - 3  | Wanderer's (Concordia)   |

|  | Clasificado a final Ronda de ganadores |

|  | Clasificado a la Ronda de perdedores Región Litoral - Subzona 5 |

| Partido de ida  | Partido de ida | Partido de ida | Partido de ida | Partido de ida  | Partido de ida |
| Local           | Resultado      | Visitante      | Estadio        | Fecha           |                |
| --------------- | -------------- | -------------- | -------------- | --------------- | -------------- |
| Atlético Paraná | 0 - 0          | Unión          | Paraná         | 12 de noviembre |                |
| Wanderer's      | 1 - 0          | Defensores     | Concordia      | 12 de noviembre |                |

| Partido de vuelta | Partido de vuelta | Partido de vuelta | Partido de vuelta | Partido de vuelta | Partido de vuelta |
| Local             | Resultado         | Visitante         | Estadio           | Fecha             |                   |
| ----------------- | ----------------- | ----------------- | ----------------- | ----------------- | ----------------- |
| Unión             | 2 - 1             | Atlético Paraná   | Crespo            | 19 de noviembre   |                   |
| Defensores        | 1 - 2             | Wanderer's        | Colón             | 19 de noviembre   |                   |

###### Final
| Equipo 1               | Global | Equipo 2       |
| ---------------------- | ------ | -------------- |
| Wanderer's (Concordia) | 3 - 4  | Unión (Crespo) |

|  | Clasificado a la Segunda ronda |

|  | Clasificado a la Ronda de perdedores Región Litoral - Subzona 5 |

| Partido de ida | Partido de ida | Partido de ida | Partido de ida | Partido de ida  | Partido de ida |
| Local          | Resultado      | Visitante      | Estadio        | Fecha           |                |
| -------------- | -------------- | -------------- | -------------- | --------------- | -------------- |
| Unión          | 2 - 1          | Wanderer's     | Crespo         | 26 de noviembre |                |

| Partido de vuelta | Partido de vuelta | Partido de vuelta | Partido de vuelta | Partido de vuelta | Partido de vuelta |
| Local             | Resultado         | Visitante         | Estadio           | Fecha             |                   |
| ----------------- | ----------------- | ----------------- | ----------------- | ----------------- | ----------------- |
| Wanderer's        | 2 - 2             | Unión             | Concordia         | 3 de diciembre    |                   |

| 1. 2. |

##### Ronda de perdedores Subzona 5

###### Primera ronda
| Equipo 1                                   | Global | Equipo 2             |
| ------------------------------------------ | ------ | -------------------- |
| Las Flores (Federal)                       | 5 - 4  | Libertad (Gualeguay) |
| Atlético Hernandarias (Villa Hernandarias) | 5 - 3  | Federación           |
| Tiro Federal (Gualeguaychú)                | 4 - 3  | Urquiza (Gualeguay)  |

|  | Clasificado a la Ronda de perdedores - Segunda ronda |

| Partido de ida | Partido de ida | Partido de ida        | Partido de ida | Partido de ida | Partido de ida |
| Local          | Resultado      | Visitante             | Estadio        | Fecha          |                |
| -------------- | -------------- | --------------------- | -------------- | -------------- | -------------- |
| Libertad       | 3 - 1          | Las Flores            | Gualeguay      | 29 de octubre  |                |
| Federación     | 1 - 2          | Atlético Hernandarias | Federación     | 29 de octubre  |                |
| Urquiza        | 1 - 0          | Tiro Federal          | Gualeguay      | 29 de octubre  |                |

| Partido de vuelta     | Partido de vuelta | Partido de vuelta | Partido de vuelta  | Partido de vuelta | Partido de vuelta |
| Local                 | Resultado         | Visitante         | Estadio            | Fecha             |                   |
| --------------------- | ----------------- | ----------------- | ------------------ | ----------------- | ----------------- |
| Las Flores            | 4 - 1             | Libertad          | Federal            | 5 de noviembre    |                   |
| Atlético Hernandarias | 3 - 2             | Federación        | Villa Hernandarias | 5 de noviembre    |                   |
| Tiro Federal          | 4 - 2             | Urquiza           | Gualeguaychú       | 5 de noviembre    |                   |

###### Segunda ronda
| Equipo 1                                   | Global | Equipo 2                                          |
| ------------------------------------------ | ------ | ------------------------------------------------- |
| Las Flores (Federal)                       | 3 - 5  | Universitario de Deportes (Libertador San Martín) |
| Atlético Hernandarias (Villa Hernandarias) | 2 - 0  | Almagro (Concepción del Uruguay)                  |
| Tiro Federal (Gualeguaychú)                | 6 - 1  | Central Larroque (Larroque)                       |

|  | Clasificado a la Ronda de perdedores - Tercera ronda |

| Partido de ida            | Partido de ida | Partido de ida        | Partido de ida         | Partido de ida  | Partido de ida |
| Local                     | Resultado      | Visitante             | Estadio                | Fecha           |                |
| ------------------------- | -------------- | --------------------- | ---------------------- | --------------- | -------------- |
| Universitario de Deportes | 3 - 2          | Las Flores            | María Grande           | 12 de noviembre |                |
| Almagro                   | 0 - 0          | Atlético Hernandarias | Concepción del Uruguay | 12 de noviembre |                |
| Central Larroque          | 1 - 3          | Tiro Federal          | Larroque               | 12 de noviembre |                |

| Partido de vuelta     | Partido de vuelta | Partido de vuelta | Partido de vuelta  | Partido de vuelta | Partido de vuelta |
| Local                 | Resultado         | Visitante         | Estadio            | Fecha             |                   |
| --------------------- | ----------------- | ----------------- | ------------------ | ----------------- | ----------------- |
| Las Flores            | 1 - 2             | Universitario     | Federal            | 19 de noviembre   |                   |
| Atlético Hernandarias | 2 - 0             | Almagro           | Villa Hernandarias | 19 de noviembre   |                   |
| Tiro Federal          | 3 - 0             | Central Larroque  | Gualeguaychú       | 19 de noviembre   |                   |

###### Tercera ronda
| Equipo 1                                   | Global      | Equipo 2                                          |
| ------------------------------------------ | ----------- | ------------------------------------------------- |
| Atlético Hernandarias (Villa Hernandarias) | 0 - 1       | Universitario de Deportes (Libertador San Martín) |
| Tiro Federal (Gualeguaychú)                | (1)1 - 1(4) | Engranaje (Concepción del Uruguay)                |

|  | Clasificado a la Ronda de perdedores - Cuarta ronda |

| Partido de ida            | Partido de ida | Partido de ida        | Partido de ida         | Partido de ida  | Partido de ida |
| Local                     | Resultado      | Visitante             | Estadio                | Fecha           |                |
| ------------------------- | -------------- | --------------------- | ---------------------- | --------------- | -------------- |
| Universitario de Deportes | 0 - 0          | Atlético Hernandarias | María Grande           | 26 de noviembre |                |
| Engranaje                 | 1 - 1          | Tiro Federal          | Concepción del Uruguay | 26 de noviembre |                |

| Partido de vuelta     | Partido de vuelta | Partido de vuelta         | Partido de vuelta  | Partido de vuelta | Partido de vuelta |
| Local                 | Resultado         | Visitante                 | Estadio            | Fecha             |                   |
| --------------------- | ----------------- | ------------------------- | ------------------ | ----------------- | ----------------- |
| Atlético Hernandarias | 0 - 1             | Universitario de Deportes | Villa Hernandarias | 3 de diciembre    |                   |
| Tiro Federal          | 1(1) - 1(4)       | Engranaje                 | Gualeguaychú       | 3 de diciembre    |                   |

| 1. |

###### Cuarta ronda
| Equipo 1                 | Global | Equipo 2                                          |
| ------------------------ | ------ | ------------------------------------------------- |
| Atlético Paraná (Paraná) | 2 - 3  | Universitario de Deportes (Libertador San Martín) |
| Defensores (Colón)       | 0 - 1  | Engranaje (Concepción del Uruguay                 |

|  | Clasificado a la Ronda de perdedores - Quinta ronda |

| Partidos de ida | Partidos de ida | Partidos de ida | Partidos de ida        | Partidos de ida | Partidos de ida |
| Local           | Resultado       | Visitante       | Estadio                | Fecha           |                 |
| --------------- | --------------- | --------------- | ---------------------- | --------------- | --------------- |
| Universitario   | 2 - 1           | Atlético Paraná | María Grande           | 10 de diciembre |                 |
| Engranaje       | 1 - 0           | Defensores      | Concepción del Uruguay | 10 de diciembre |                 |

| Partidos de vuelta | Partidos de vuelta | Partidos de vuelta | Partidos de vuelta | Partidos de vuelta | Partidos de vuelta |
| Local              | Resultado          | Visitante          | Estadio            | Fecha              |                    |
| ------------------ | ------------------ | ------------------ | ------------------ | ------------------ | ------------------ |
| Atlético Paraná    | 1 - 1              | Universitario      | Paraná             | 17 de diciembre    |                    |
| Defensores         | 0 - 0              | Engranaje          | Colón              | 17 de diciembre    |                    |

###### Quinta ronda
| Equipo 1                                          | Global | Equipo 2                           |
| ------------------------------------------------- | ------ | ---------------------------------- |
| Universitario de Deportes (Libertador San Martín) | 2 - 1  | Engranaje (Concepción del Uruguay) |

|  | Clasificado a la Ronda de perdedores - Final |

| Partidos de ida | Partidos de ida | Partidos de ida           | Partidos de ida        | Partidos de ida | Partidos de ida |
| Local           | Resultado       | Visitante                 | Estadio                | Fecha           |                 |
| --------------- | --------------- | ------------------------- | ---------------------- | --------------- | --------------- |
| Engranaje       | 0 - 1           | Universitario de Deportes | Concepción del Uruguay | 7 de enero      |                 |

| Partidos de vuelta        | Partidos de vuelta | Partidos de vuelta | Partidos de vuelta | Partidos de vuelta | Partidos de vuelta |
| Local                     | Resultado          | Visitante          | Estadio            | Fecha              |                    |
| ------------------------- | ------------------ | ------------------ | ------------------ | ------------------ | ------------------ |
| Universitario de Deportes | 1 - 1              | Engranaje          | María Grande       | 10 de enero        |                    |

###### Final
| Equipo 1               | Global      | Equipo 2                                          |
| ---------------------- | ----------- | ------------------------------------------------- |
| Wanderer's (Concordia) | (3)1 - 1(4) | Universitario de Deportes (Libertador San Martín) |

|  | Clasificado a la 2.ª ronda |

| Partidos de ida           | Partidos de ida | Partidos de ida | Partidos de ida | Partidos de ida | Partidos de ida |
| Local                     | Resultado       | Visitante       | Estadio         | Fecha           |                 |
| ------------------------- | --------------- | --------------- | --------------- | --------------- | --------------- |
| Universitario de Deportes | 0 - 1           | Wanderer's      | María Grande    | 14 de enero     |                 |

| Partidos de vuelta | Partidos de vuelta | Partidos de vuelta        | Partidos de vuelta | Partidos de vuelta | Partidos de vuelta |
| Local              | Resultado          | Visitante                 | Estadio            | Fecha              |                    |
| ------------------ | ------------------ | ------------------------- | ------------------ | ------------------ | ------------------ |
| Wanderer's         | 0(3) - 1(4)        | Universitario de Deportes | María Grande       | 21 de enero        |                    |

| 1. |

## Segunda ronda

### Zona 1
| Pos. | Equipo                           | Pts. | PJ | PG | PE | PP | GF | GC | Dif. |
| ---- | -------------------------------- | ---- | -- | -- | -- | -- | -- | -- | ---- |
| 01.º | Deportivo Roca (General Roca)    | 9    | 6  | 2  | 3  | 1  | 7  | 6  | 1    |
| 02.º | Guillermo Brown (Puerto Madryn)  | 8    | 6  | 2  | 2  | 2  | 10 | 7  | 3    |
| 03.º | Independiente (Trelew)           | 7    | 6  | 1  | 4  | 1  | 9  | 11 | −2   |
| 04.º | Estrella del Sur (Caleta Olivia) | 6    | 6  | 1  | 3  | 2  | 8  | 10 | −2   |

|  | Clasificado a la 3ra ronda |

### Zona 2
| Pos. | Equipo                                  | Pts. | PJ | PG | PE | PP | GF | GC | Dif. |
| ---- | --------------------------------------- | ---- | -- | -- | -- | -- | -- | -- | ---- |
| 01.º | Juventud Unida Universitario (San Luis) | 11   | 6  | 3  | 2  | 1  | 9  | 6  | 3    |
| 02.º | Pacífico (General Alvear)               | 11   | 6  | 3  | 2  | 1  | 9  | 7  | 2    |
| 03.º | Centenario (Centenario)                 | 8    | 6  | 2  | 2  | 2  | 7  | 8  | −1   |
| 04.º | San Martín (Monte Comán)                | 2    | 6  | 0  | 2  | 4  | 9  | 13 | −4   |

|  | Clasificado a la 3.ª ronda |

### Zona 3
| Pos. | Equipo                   | Pts. | PJ | PG | PE | PP | GF | GC | Dif. |
| ---- | ------------------------ | ---- | -- | -- | -- | -- | -- | -- | ---- |
| 01.º | Sporting (Punta Alta)    | 12   | 6  | 3  | 3  | 0  | 7  | 4  | 3    |
| 02.º | El Fortín (Olavarría)    | 11   | 6  | 3  | 2  | 1  | 10 | 8  | 2    |
| 03.º | Alvarado (Mar del Plata) | 8    | 6  | 2  | 2  | 2  | 9  | 8  | 1    |
| 04.º | Once Tigres (9 de Julio) | 1    | 6  | 0  | 1  | 5  | 7  | 13 | −6   |

|  | Clasificado a la 3.ª ronda |

### Zona 4
| Pos. | Equipo                                   | Pts. | PJ | PG | PE | PP | GF | GC | Dif. |
| ---- | ---------------------------------------- | ---- | -- | -- | -- | -- | -- | -- | ---- |
| 01.º | 9 de Julio (Rafaela)                     | 13   | 6  | 4  | 1  | 1  | 14 | 10 | 4    |
| 02.º | Del Acuerdo (San Nicolás de los Arroyos) | 11   | 6  | 3  | 2  | 1  | 15 | 8  | 7    |
| 03.º | Atlético Luján (Luján)                   | 7    | 6  | 2  | 1  | 3  | 10 | 16 | −6   |
| 04.º | A.D.I.U.R (Rosario)                      | 3    | 6  | 1  | 0  | 5  | 8  | 13 | −5   |

|  | Clasificado a la 3.ª ronda |

### Zona 5
| Pos. | Equipo                                            | Pts. | PJ | PG | PE | PP | GF | GC | Dif. |
| ---- | ------------------------------------------------- | ---- | -- | -- | -- | -- | -- | -- | ---- |
| 01.º | Unión (Crespo)                                    | 10   | 6  | 3  | 1  | 2  | 7  | 6  | 1    |
| 02.º | Sarmiento (Resistencia)                           | 10   | 6  | 3  | 1  | 2  | 11 | 12 | −1   |
| 03.º | Tigre (Santo Pipó)                                | 9    | 6  | 3  | 0  | 3  | 10 | 11 | −1   |
| 04.º | Universitario de Deportes (Libertador San Martín) | 6    | 6  | 2  | 0  | 4  | 13 | 12 | 1    |

|  | Clasificado a la 3.ª ronda |

| Fecha 1 | Fecha 1   | Fecha 1                   | Fecha 1    | Fecha 1      | Fecha 1 |
| Local   | Resultado | Visitante                 | Estadio    | Fecha        |         |
| ------- | --------- | ------------------------- | ---------- | ------------ | ------- |
| Tigre   | 5 - 2     | Sarmiento                 | Santo Pipó | 4 de febrero |         |
| Unión   | 1 - 0     | Universitario de Deportes | Crespo     | 4 de febrero |         |

| Fecha 2                   | Fecha 2   | Fecha 2   | Fecha 2      | Fecha 2       | Fecha 2 |
| Local                     | Resultado | Visitante | Estadio      | Fecha         |         |
| ------------------------- | --------- | --------- | ------------ | ------------- | ------- |
| Universitario de Deportes | 3 - 1     | Tigre     | María Grande | 11 de febrero |         |
| Sarmiento                 | 1 - 1     | Unión     | Resistencia  | 11 de febrero |         |

| Fecha 3                   | Fecha 3   | Fecha 3   | Fecha 3      | Fecha 3       | Fecha 3 |
| Local                     | Resultado | Visitante | Estadio      | Fecha         |         |
| ------------------------- | --------- | --------- | ------------ | ------------- | ------- |
| Universitario de Deportes | 3 - 0     | Sarmiento | María Grande | 18 de febrero |         |
| Tigre                     | 1 - 0     | Unión     | Santo Pipó   | 18 de febrero |         |

| Fecha 4                   | Fecha 4   | Fecha 4   | Fecha 4      | Fecha 4       | Fecha 4 |
| Local                     | Resultado | Visitante | Estadio      | Fecha         |         |
| ------------------------- | --------- | --------- | ------------ | ------------- | ------- |
| Sarmiento                 | 2 - 0     | Tigre     | Resistencia  | 25 de febrero |         |
| Universitario de Deportes | 2 - 3     | Unión     | María Grande | 25 de febrero |         |

| Fecha 5 | Fecha 5   | Fecha 5                   | Fecha 5    | Fecha 5    | Fecha 5 |
| Local   | Resultado | Visitante                 | Estadio    | Fecha      |         |
| ------- | --------- | ------------------------- | ---------- | ---------- | ------- |
| Tigre   | 3 - 2     | Universitario de Deportes | Santo Pipó | 4 de marzo |         |
| Unión   | 0 - 2     | Sarmiento                 | Crespo     | 4 de marzo |         |

| Fecha 6   | Fecha 6   | Fecha 6                   | Fecha 6     | Fecha 6     | Fecha 6 |
| Local     | Resultado | Visitante                 | Estadio     | Fecha       |         |
| --------- | --------- | ------------------------- | ----------- | ----------- | ------- |
| Sarmiento | 4 - 3     | Universitario de Deportes | Resistencia | 11 de marzo |         |
| Unión     | 2 - 0     | Tigre                     | Crespo      | 11 de marzo |         |

### Zona 6
| Pos. | Equipo                                            | Pts. | PJ | PG | PE | PP | GF | GC | Dif. |
| ---- | ------------------------------------------------- | ---- | -- | -- | -- | -- | -- | -- | ---- |
| 01.º | Estudiantes (Río Cuarto)                          | 11   | 6  | 3  | 2  | 1  | 12 | 10 | 2    |
| 02.º | Estudiantes (San Luis)                            | 9    | 6  | 2  | 3  | 1  | 11 | 8  | 3    |
| 03.º | Central Córdoba (Laboulaye)                       | 8    | 6  | 2  | 2  | 2  | 9  | 9  | 0    |
| 04.º | Universitario de Deportes (Libertador San Martín) | 6    | 6  | 2  | 0  | 4  | 13 | 12 | 1    |

|  | Clasificado a la 3.ª ronda |

### Zona 7
| Pos. | Equipo                                        | Pts. | PJ | PG | PE | PP | GF | GC | Dif. |
| ---- | --------------------------------------------- | ---- | -- | -- | -- | -- | -- | -- | ---- |
| 01.º | Peñarol (Chimbas)                             | 10   | 6  | 3  | 1  | 2  | 9  | 10 | −1   |
| 02.º | Comercio Central Unidos (Santiago del Estero) | 9    | 6  | 3  | 0  | 3  | 11 | 7  | 4    |
| 03.º | Defensores de Esquiú (San José)               | 8    | 6  | 2  | 2  | 2  | 7  | 6  | 1    |
| 04.º | Andino (La Rioja)                             | 6    | 6  | 1  | 3  | 2  | 5  | 9  | −4   |

|  | Clasificado a la 3.ª ronda |

### Zona 8
| Pos. | Equipo                                  | Pts. | PJ | PG | PE | PP | GF | GC | Dif. |
| ---- | --------------------------------------- | ---- | -- | -- | -- | -- | -- | -- | ---- |
| 01.º | Central Norte (Salta)                   | 15   | 6  | 5  | 0  | 1  | 13 | 4  | 9    |
| 02.º | Talleres (Perico)                       | 11   | 6  | 3  | 2  | 1  | 7  | 5  | 2    |
| 03.º | Güemes (Santiago del Estero)            | 8    | 6  | 2  | 2  | 2  | 12 | 6  | 6    |
| 04.º | Atlético Cuyaya (San Salvador de Jujuy) | 0    | 6  | 0  | 0  | 6  | 6  | 23 | −17  |

|  | Clasificado a la 3.ª ronda |

## Tercera ronda

### Zona A
| Pos. | Equipo                          | Pts. | PJ | PG | PE | PP | GF | GC | Dif. |
| ---- | ------------------------------- | ---- | -- | -- | -- | -- | -- | -- | ---- |
| 01.º | Sporting (Punta Alta)           | 13   | 6  | 4  | 1  | 1  | 8  | 5  | 3    |
| 02.º | Guillermo Brown (Puerto Madryn) | 9    | 6  | 2  | 3  | 1  | 8  | 7  | 1    |
| 03.º | Deportivo Roca (General Roca)   | 8    | 6  | 2  | 2  | 2  | 7  | 7  | 0    |
| 04.º | El Fortín (Olavarría)           | 2    | 6  | 0  | 2  | 4  | 9  | 23 | −14  |

|  | Clasificado a la Ronda final |

### Zona B
| Pos. | Equipo                                  | Pts. | PJ | PG | PE | PP | GF | GC | Dif. |
| ---- | --------------------------------------- | ---- | -- | -- | -- | -- | -- | -- | ---- |
| 01.º | Estudiantes (Río Cuarto)                | 13   | 6  | 4  | 1  | 1  | 12 | 10 | 2    |
| 02.º | Juventud Unida Universitario (San Luis) | 9    | 6  | 2  | 3  | 1  | 8  | 7  | 1    |
| 03.º | Estudiantes (San Luis)                  | 7    | 6  | 2  | 1  | 3  | 8  | 8  | 0    |
| 04.º | Pacífico (General Alvear)               | 4    | 6  | 1  | 1  | 4  | 5  | 8  | −3   |

|  | Clasificado a la Ronda final |

### Zona C
| Pos. | Equipo                                   | Pts. | PJ | PG | PE | PP | GF | GC | Dif. |
| ---- | ---------------------------------------- | ---- | -- | -- | -- | -- | -- | -- | ---- |
| 01.º | 9 de Julio (Rafaela)                     | 13   | 6  | 4  | 1  | 1  | 14 | 9  | 5    |
| 02.º | Sarmiento (Resistencia)                  | 11   | 6  | 3  | 2  | 1  | 8  | 4  | 4    |
| 03.º | Unión (Crespo)                           | 7    | 6  | 2  | 1  | 3  | 9  | 13 | −4   |
| 04.º | Del Acuerdo (San Nicolás de los Arroyos) | 3    | 6  | 1  | 0  | 5  | 10 | 15 | −5   |

|  | Clasificado a la Ronda final |

| Fecha 1     | Fecha 1   | Fecha 1    | Fecha 1     | Fecha 1     | Fecha 1 |
| Local       | Resultado | Visitante  | Estadio     | Fecha       |         |
| ----------- | --------- | ---------- | ----------- | ----------- | ------- |
| Sarmiento   | 1 - 0     | 9 de Julio | Resistencia | 18 de marzo |         |
| Del Acuerdo | 1 - 2     | Unión      | San Nicolás | 18 de marzo |         |

| Fecha 2    | Fecha 2   | Fecha 2     | Fecha 2 | Fecha 2     | Fecha 2 |
| Local      | Resultado | Visitante   | Estadio | Fecha       |         |
| ---------- | --------- | ----------- | ------- | ----------- | ------- |
| 9 de Julio | 3 - 2     | Del Acuerdo | Rafaela | 25 de marzo |         |
| Unión      | 1 - 0     | Sarmiento   | Crespo  | 25 de marzo |         |

| Fecha 3   | Fecha 3   | Fecha 3     | Fecha 3     | Fecha 3    | Fecha 3 |
| Local     | Resultado | Visitante   | Estadio     | Fecha      |         |
| --------- | --------- | ----------- | ----------- | ---------- | ------- |
| Sarmiento | 4 - 1     | Del Acuerdo | Resistencia | 1 de abril |         |
| Unión     | 0 - 3     | 9 de Julio  | Crespo      | 1 de abril |         |

| Fecha 4    | Fecha 4   | Fecha 4     | Fecha 4 | Fecha 4    | Fecha 4 |
| Local      | Resultado | Visitante   | Estadio | Fecha      |         |
| ---------- | --------- | ----------- | ------- | ---------- | ------- |
| 9 de Julio | 0 - 0     | Sarmiento   | Rafaela | 8 de abril |         |
| Unión      | 1 - 3     | Del Acuerdo | Crespo  | 8 de abril |         |

| Fecha 5     | Fecha 5   | Fecha 5    | Fecha 5     | Fecha 5     | Fecha 5 |
| Local       | Resultado | Visitante  | Estadio     | Fecha       |         |
| ----------- | --------- | ---------- | ----------- | ----------- | ------- |
| Sarmiento   | 1 - 1     | Unión      | Resistencia | 15 de abril |         |
| Del Acuerdo | 2 - 3     | 9 de Julio | San Nicolás | 15 de abril |         |

| Fecha 6     | Fecha 6   | Fecha 6   | Fecha 6     | Fecha 6     | Fecha 6 |
| Local       | Resultado | Visitante | Estadio     | Fecha       |         |
| ----------- | --------- | --------- | ----------- | ----------- | ------- |
| 9 de Julio  | 5 - 4     | Unión     | Rafaela     | 22 de abril |         |
| Del Acuerdo | 1 - 2     | Sarmiento | San Nicolás | 22 de abril |         |

### Zona D
| Pos. | Equipo                                        | Pts. | PJ | PG | PE | PP | GF | GC | Dif. |
| ---- | --------------------------------------------- | ---- | -- | -- | -- | -- | -- | -- | ---- |
| 01.º | Central Norte (Salta)                         | 12   | 6  | 3  | 3  | 0  | 13 | 5  | 8    |
| 02.º | Talleres (Perico)                             | 9    | 6  | 2  | 3  | 1  | 8  | 4  | 4    |
| 03.º | Comercio Central Unidos (Santiago del Estero) | 6    | 6  | 1  | 3  | 2  | 7  | 6  | 1    |
| 04.º | Peñarol (Chimbas)                             | 4    | 6  | 1  | 1  | 4  | 5  | 18 | −13  |

|  | Clasificado a la Ronda final |

## Ronda final

### Zona 1
| Pos. | Equipo                                  | Pts. | PJ | PG | PE | PP | GF | GC | Dif. |
| ---- | --------------------------------------- | ---- | -- | -- | -- | -- | -- | -- | ---- |
| 01.º | Juventud Unida Universitario (San Luis) | 12   | 6  | 3  | 3  | 0  | 7  | 3  | 4    |
| 03.º | Estudiantes (Río Cuarto)                | 10   | 6  | 3  | 1  | 2  | 8  | 5  | 3    |
| 03.º | Guillermo Brown (Puerto Madryn)         | 5    | 6  | 1  | 2  | 3  | 6  | 11 | −5   |
| 03.º | Sporting (Punta Alta)                   | 4    | 6  | 0  | 4  | 2  | 5  | 7  | −2   |

|  | Asciende al Torneo Argentino A                |
|  | Juega promoción con un equipo del Argentino A |

| Fecha 1     | Fecha 1   | Fecha 1                      | Fecha 1    | Fecha 1   | Fecha 1 |
| Local       | Resultado | Visitante                    | Estadio    | Fecha     |         |
| ----------- | --------- | ---------------------------- | ---------- | --------- | ------- |
| Sporting    | 2 - 2     | Guillermo Brown              | Punta Alta | 6 de mayo |         |
| Estudiantes | 0 - 1     | Juventud Unida Universitario | Río Cuarto | 6 de mayo |         |

| Fecha 2                      | Fecha 2   | Fecha 2     | Fecha 2       | Fecha 2    | Fecha 2 |
| Local                        | Resultado | Visitante   | Estadio       | Fecha      |         |
| ---------------------------- | --------- | ----------- | ------------- | ---------- | ------- |
| Juventud Unida Universitario | 1 - 1     | Sporting    | San Luis      | 13 de mayo |         |
| Guillermo Brown              | 3 - 0     | Estudiantes | Puerto Madryn | 13 de mayo |         |

| Fecha 3         | Fecha 3   | Fecha 3                      | Fecha 3       | Fecha 3    | Fecha 3 |
| Local           | Resultado | Visitante                    | Estadio       | Fecha      |         |
| --------------- | --------- | ---------------------------- | ------------- | ---------- | ------- |
| Estudiantes     | 1 - 0     | Sporting                     | Río Cuarto    | 20 de mayo |         |
| Guillermo Brown | 0 - 1     | Juventud Unida Universitario | Puerto Madryn | 20 de mayo |         |

| Fecha 4                      | Fecha 4   | Fecha 4     | Fecha 4       | Fecha 4    | Fecha 4 |
| Local                        | Resultado | Visitante   | Estadio       | Fecha      |         |
| ---------------------------- | --------- | ----------- | ------------- | ---------- | ------- |
| Guillermo Brown              | 0 - 0     | Sporting    | Puerto Madryn | 27 de mayo |         |
| Juventud Unida Universitario | 0 - 0     | Estudiantes | San Luis      | 27 de mayo |         |

| Fecha 5     | Fecha 5   | Fecha 5                      | Fecha 5    | Fecha 5    | Fecha 5 |
| Local       | Resultado | Visitante                    | Estadio    | Fecha      |         |
| ----------- | --------- | ---------------------------- | ---------- | ---------- | ------- |
| Sporting    | 1 - 1     | Juventud Unida Universitario | Punta Alta | 3 de junio |         |
| Estudiantes | 5 - 0     | Guillermo Brown              | Río Cuarto | 3 de junio |         |

| Fecha 6                      | Fecha 6   | Fecha 6         | Fecha 6    | Fecha 6     | Fecha 6 |
| Local                        | Resultado | Visitante       | Estadio    | Fecha       |         |
| ---------------------------- | --------- | --------------- | ---------- | ----------- | ------- |
| Sporting                     | 1 - 2     | Estudiantes     | Punta Alta | 10 de junio |         |
| Juventud Unida Universitario | 3 - 1     | Guillermo Brown | San Luis   | 10 de junio |         |

### Zona 2
| Pos. | Equipo                  | Pts. | PJ | PG | PE | PP | GF | GC | Dif. |
| ---- | ----------------------- | ---- | -- | -- | -- | -- | -- | -- | ---- |
| 01.º | 9 de Julio (Rafaela)    | 12   | 6  | 4  | 0  | 2  | 11 | 7  | 4    |
| 03.º | Talleres (Perico)       | 11   | 6  | 3  | 2  | 1  | 7  | 7  | 0    |
| 03.º | Sarmiento (Resistencia) | 9    | 6  | 3  | 0  | 3  | 8  | 7  | 1    |
| 03.º | Central Norte (Salta)   | 2    | 6  | 0  | 2  | 4  | 3  | 8  | −5   |

|  | Asciende al Torneo Argentino A                |
|  | Juega promoción con un equipo del Argentino A |

| Fecha 1       | Fecha 1   | Fecha 1   | Fecha 1 | Fecha 1   | Fecha 1 |
| Local         | Resultado | Visitante | Estadio | Fecha     |         |
| ------------- | --------- | --------- | ------- | --------- | ------- |
| 9 de Julio    | 1 - 0     | Sarmiento | Rafaela | 6 de mayo |         |
| Central Norte | 0 - 0     | Talleres  | Salta   | 6 de mayo |         |

| Fecha 2   | Fecha 2   | Fecha 2       | Fecha 2     | Fecha 2    | Fecha 2 |
| Local     | Resultado | Visitante     | Estadio     | Fecha      |         |
| --------- | --------- | ------------- | ----------- | ---------- | ------- |
| Talleres  | 2 - 1     | 9 de Julio    | Perico      | 13 de mayo |         |
| Sarmiento | 2 - 0     | Central Norte | Resistencia | 13 de mayo |         |

| Fecha 3    | Fecha 3   | Fecha 3       | Fecha 3 | Fecha 3    | Fecha 3 |
| Local      | Resultado | Visitante     | Estadio | Fecha      |         |
| ---------- | --------- | ------------- | ------- | ---------- | ------- |
| Talleres   | 1 - 0     | Sarmiento     | Perico  | 20 de mayo |         |
| 9 de Julio | 3 - 2     | Central Norte | Rafaela | 20 de mayo |         |

| Fecha 4   | Fecha 4   | Fecha 4       | Fecha 4     | Fecha 4    | Fecha 4 |
| Local     | Resultado | Visitante     | Estadio     | Fecha      |         |
| --------- | --------- | ------------- | ----------- | ---------- | ------- |
| Sarmiento | 2 - 1     | 9 de Julio    | Resistencia | 27 de mayo |         |
| Talleres  | 0 - 0     | Central Norte | Perico      | 27 de mayo |         |

| Fecha 5       | Fecha 5   | Fecha 5   | Fecha 5 | Fecha 5    | Fecha 5 |
| Local         | Resultado | Visitante | Estadio | Fecha      |         |
| ------------- | --------- | --------- | ------- | ---------- | ------- |
| 9 de Julio    | 4 - 1     | Talleres  | Rafaela | 3 de junio |         |
| Central Norte | 1 - 2     | Sarmiento | Salta   | 3 de junio |         |

| Fecha 6       | Fecha 6   | Fecha 6    | Fecha 6     | Fecha 6     | Fecha 6 |
| Local         | Resultado | Visitante  | Estadio     | Fecha       |         |
| ------------- | --------- | ---------- | ----------- | ----------- | ------- |
| Sarmiento     | 2 - 3     | Talleres   | Resistencia | 10 de junio |         |
| Central Norte | 0 - 1     | 9 de Julio | Salta       | 10 de junio |         |

| 1. 2. |

## Promociones con Torneo Argentino A
| Equipo 1                 | Global      | Equipo 2                      |
| ------------------------ | ----------- | ----------------------------- |
| Talleres (Perico)        | (4)3 - 3(5) | Huracán (Corrientes)          |
| Estudiantes (Río Cuarto) | 3 - 2       | General Belgrano (Santa Rosa) |

|  | Asciende al Torneo Argentino A |

|  | Se mantiene en el Torneo Argentino A |

| Partidos de ida  | Partidos de ida | Partidos de ida | Partidos de ida | Partidos de ida | Partidos de ida |
| Local            | Resultado       | Visitante       | Estadio         | Fecha           |                 |
| ---------------- | --------------- | --------------- | --------------- | --------------- | --------------- |
| Huracán          | 3 - 1           | Talleres        | Corrientes      | 24 de junio     |                 |
| General Belgrano | 1 - 0           | Estudiantes     | Santa Rosa      | 24 de junio     |                 |

| Partidos de vuelta | Partidos de vuelta | Partidos de vuelta | Partidos de vuelta | Partidos de vuelta | Partidos de vuelta |
| Local              | Resultado          | Visitante          | Estadio            | Fecha              |                    |
| ------------------ | ------------------ | ------------------ | ------------------ | ------------------ | ------------------ |
| Talleres           | 2(4) - 0(5)        | Huracán            | Perico             | 1 de julio         |                    |
| Estudiantes        | 3 - 1              | General Belgrano   | Río Cuarto         | 1 de julio         |                    |

| 1. |